# Битва при Сакарье
Битва при Сакарье — одно из основных сражений Малоазийского похода греческой армии, или войны за независимость Турции, состоявшееся с 10 (23) августа по 31 августа (13 сентября) 1921 года к востоку от реки Сакарья, в непосредственной близости от Полатлы (сейчас — район турецкой столицы Анкары). Английский историк Р. Грант (R. G. Grant) причисляет сражение при Сакарье к битвам, изменившим ход всемирной истории.

## Предыстория
Севрский мирный договор 10 августа 1920 года закрепил временный контроль региона Смирны, где проживало 375 тыс. греков и 325 тыс. мусульман, за Грецией:340. Номинально регион оставался турецким, с перспективой решения его судьбы через 5 лет, на референдуме населения:16. Договор был подписан правительством султана, но не признан движением кемалистов.
После дипломатических и военных побед греческий премьер Э. Венизелос согласился провести выборы, уверенный в своей победе:A-187. Монархистская «Народная партия» провела предвыборную кампанию под лозунгом «мы вернём наших парней домой». Получив поддержку значительного тогда мусульманского населения, на выборах 30 ноября 1920 года победили монархисты. Партия Венизелоса получила 308 тыс. голосов, монархисты 340 тыс., из которых 100 тыс. — голоса мусульман Македонии:A-188. Победа монархистов нанесла неожиданный удар внешнеполитическим позициям Греции и стала роковым событием для греческого населения Малой Азии. Союзники заявили, что в случае возвращения в Грецию германофила короля Константина они прекратят финансовую помощь:345 и заморозят кредиты.
Возвращение Константина (6 (19) декабря:29) освободило союзников от обязательств по отношению к Греции. У. Черчилль в своей работе «Aftermath» (стр. 387—388) писал: «Возвращение Константина расторгло все союзные связи с Грецией и аннулировало все обязательства, кроме юридических. С Венизелосом мы приняли много обязательств. Но с Константином, никаких. Действительно, когда прошло первое удивление, чувство облегчения стало явным в руководящих кругах. Не было более надобности следовать антитурецкой политике»:30.

## Перед сражением при Сакарье
Подписав мир с Кемалем ещё в октябре, итальянцы оставили Атталию и свой арсенал в городе, и, оставаясь номинально союзниками Греции, начали поставки оружия туркам:31.
28 февраля/10 марта 1921 года французы подписали предварительное соглашение с кемалистами, что вскоре позволило тем освободить силы из Киликии: две дивизии приняли участие в сражении при Сакарье:31.
3 (16) марта 1921 года кемалисты подписали предварительное соглашение о поставках оружия из советской России:32. В отличие от франкоитальянских союзников, которые, обеспечив свои интересы, заключили сепаратный мир, правительство монархистов не могло выйти из войны, не разрешив вопрос с греческим населением Малой Азии. Кемалисты продолжали младотурецкую политику геноцида в отношении коренного христианского населения Малой Азии: резня в Айдыне и в Вифинии лишили греческое руководство всяких сомнений в том, что случится с населением Ионии, когда греческая армия уйдёт из региона:170.:169. Н. Псирукис писал, что народ дал свой голос монархистам за их пацифистскую демагогию, однако они предпочли продолжить войну в абсолютно неблагоприятных условиях — ещё в январе 1921 года Константин заявил о силовом решении вопроса:34. Однако на Лондонской конференции в феврале 1921 года французский генерал Гуро заявил, что для принуждения к миру в Малой Азии необходимо иметь 27 дивизий, но у греков было всего 9 дивизий:41.
По прибытии делегаций султана и Кемаля союзники, подписавшие Севрский мир, превратили конфронтацию Антанты — Турции в конфронтацию греков — Турции. Как пишет греческий историк Д. Фотиадис, «из союзников они преобразились в арбитров»:42. Кемалисты запросили в Лондоне для ответа 25 дней.
Монархисты стояли перед дилеммой — продолжить до победы или оставить Смирну в обмен на Восточную Фракию. Современный английский историк Д. Дакин пишет, что действия Франции и Италии были «прелюдией последовавшего предательства». «Поправ вопиющим образом свои обязательства и подписи, они, кроме всего прочего, возмутительно игнорировали вопрос о судьбе греческих, а также армянских христиан»:347.
Однако и британский премьер Д. Ллойд Джордж, бывший в 1919 году инициатором отправки греческих войск в Смирну, ограничился вербальной поддержкой греков, заявив их делегации, что никто не сможет им помешать, если они будут действовать военным путём.

### Весеннее и летнее наступления греческой армии
Одним из первых актов монархистов был отзыв в армию офицеров-монархистов, которые по причине Национального раскола не приняли участие в Первой мировой войне. Эти офицеры получили новые звания за выслугой лет и в больших масштабах стали сменять офицеров-сторонников Венизелоса, получивших свои звания на полях сражений Первой мировой войны и Малоазийского похода.
Кроме прочих проблем, вызванных кадровой политикой монархистов, в военном опыте отзывников отсутствовало целое десятилетие, и их тактика осталась в далёком 1913 году.
«Весеннее наступление» греческой армии началось 10 марта 1921 года. В северном секторе фронта III Корпус греческой армии был остановлен у Иненю, но конечный исход наступления решила победа I Корпуса при Тумлу Бунар 28 марта/10 апреля. Однако поставленные военно-политические задачи не были решены:44. Для завершения войны и при населении чуть более 4 млн человек Греции потребовалась мобилизация ещё трёх призывов:49.
29 июня/12 июля греческая армия начала «Большое летнее наступление, нанесла туркам поражение в самом большом сражении войны при Афьонкарахисаре-Эскишехире, но армия кемалистов избежала разгрома. Турки отошли на 300 км на восток, к Анкаре, и греческое правительство вновь встало перед дилеммой: что делать дальше:55-58. Венизелос писал в те дни: «Я и подумать не мог о войне с Турцией без поддержки союзников, тем более против них …правительство должно прекратить военное положение и спасти всё, что ещё возможно из плодов нашей политики …Военная победа …с безоговорочной капитуляцией исключена, тем более, что враг знает, что мы в дипломатической изоляции и его столица (см Константинополь) защищена от любой нашей атаки нашими бывшими союзниками … продолжение приведёт к нашему истощению, которое вынудит нас через несколько месяцев умолять о посредничестве в несравненно худших условиях». Позже, в 1923 году, он писал: «наступление вглубь Малой Азии было безумием»:55.

## Принятие решения о наступлении на Анкару

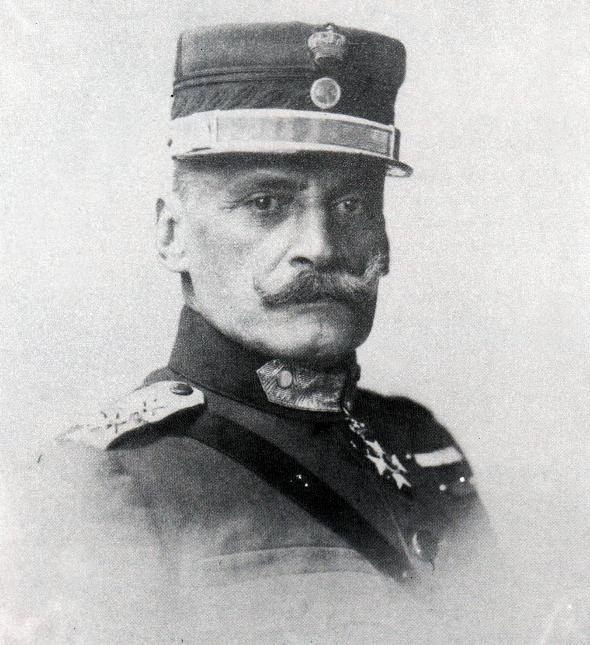
Генерал Анастасиос Папулас, командующий греческой экспедиционной армией в Малой Азии с ноября 1920 года, после прихода к власти монархистов.

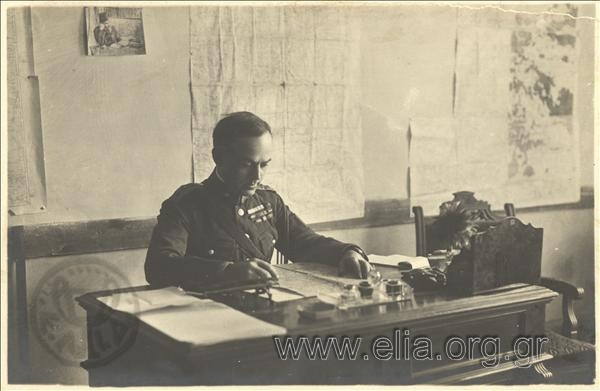
Полковник Птолемей Сарриянис, заместитель начальника генштаба греческой экспедиционной армии в Малой Азии.

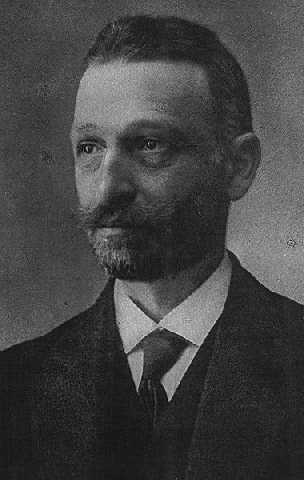
Димитриос Гунарис, премьер-министр правительства монархистов, принявший решение о рейде на Анкару.

В ожидании прибытия политического руководства, 13 (26) июля 1921 года в занятой греческой армией Кютахье состоялось предварительное совещание штаба экспедиционной армии под председательством командующего генерала А. Папуласа, на котором была рассмотрена возможность дальнейшего наступления. Штабист П. Сарриянис заявил, что армия не должна терять время, но должна продолжить как можно быстрее своё наступление, чтобы помешать перегруппировке турок и организации ими обороны. Однако начальник IV отдела (логистика) подполковник Спиридонос заявил, что армия располагает боеприпасами только на 2 дня ведения боёв и что она не может перейти через реку Сакарью, обрекая себя остаться без снабжения:64. Спиридонос продолжил, что даже если будут созданы новые запасы и наступление на восток будет продолжено, армия не располагает транспортными средствами для своего обеспечения.
На следующий день прибыл премьер-министр Д. Гунарис и король. 15 (28) июля под председательством «больного и молчаливого» короля Константина состоялся большой военный совет. Сомнения Папуласа были сломлены упорством политиков. Решение о продолжении наступления было политическим. Правительство не ставило целью занятие новых территорий к востоку от Сакарьи, тем более что эти пустынные территории были далеки от мест компактного проживания греческого населения. В силу этого, операция получила имя Рейд на Анкару (греч. Επιδρομή προς Άγκυρα). Целью Рейда было вынудить кемалистов к миру или, отбросив их дальше на восток, разрушить их базы снабжения и транспортную инфраструктуру и обезопасить границы, предусмотренные Севрским миром. Это дало бы возможность правительству выйти из политического тупика, выполнить свои предвыборные обещания и демобилизовать несколько призывов:67.

## Накануне похода

Карта наступательных операций греческой армии до июля 1921 года. К востоку расположена зона Рейда на Анкару.

Греческие историки Сарандос Каргакос и Димитрис Фотиадис:82 именуют поход греческих дивизий на Анкару «эпосом греческой армии».
28 июля (10 августа) 9 греческих пехотных дивизий и 1 кавалерийская бригада вышли на исходные позиции для совершения рейда на Анкару. Им предстояло пройти через безводную пустыню, прежде чем подойти к горам прикрывавшим Анкару, в которых Кемаль подготовил 3 линии обороны:70.
XII греческой дивизии предстояло пройти через пустыню 130 км, V и XIII 190 км, III − 220 км, IX − 280 км. Лишь VII дивизии, которой было приказано действовать независимо от экспедиционной армии и форсировать Сакарью на её северном изгибе, предстояло действовать в более благоприятных климатических условиях. Переход через пустыню, который греческие историки характеризуют ненужным истязанием греческих солдат перед началом сражения, вызвал удивление турецкого командования, но не внёс элемент внезапности:73. К. Баломенос пишет, что поход за Сакарью был трагической ошибкой, которая по причине проблематичного плана похода переросла в преступление.

## Силы сторон
Силы греческой армии в Малой Азии составляли 5500 офицеров и 178 тыс. рядовых, призывов 1912—1921 годов, в составе 11 пехотных дивизий и 1 кавалерийской бригады. Но в Рейде на Анкару приняли участие только 9 дивизий — 2 дивизии остались прикрывать крайние фланги тыла. По данным греческого генштаба, в Рейде приняли участие 3780 офицеров и 120 тыс. рядовых. Но за вычетом большого числа вспомогательного персонала, боевой состав экспедиционной армии насчитывал 1860 офицеров и 75 тыс. рядовых. Греческая артиллерия располагала 296 орудиями:74.
Греческая авиация, которая господствовала в небе Малой Азии на всём протяжении войны предоставила для участия в Рейде 18 самолётов. Эта цифра подтверждается и греческими и турецкими источниками:75. Однако их возраст и техническое состояние были таковыми, что британский авиационный офицер заявлял, что он «не доверил бы им и свою пилотку»:75.
С другой стороны, армия кемалистов насчитывала 16 пехотных дивизий и 3 отдельных полка, 4 кавалерийские дивизии и 1 одну отдельную бригаду. Однако численный состав каждой из турецких дивизий не превышал 5 тыс. человек. Согласно греческим источникам армия кемалистов насчитывала 90 тыс. человек, что было соизмеримо с наступавшей греческой армией, а если учитывать только боевой состав греческой армии, то у оборонявшихся было незначительное численное превосходство. Турецкая артиллерия располагала 167 орудиями. Однако военные историки отмечают, что хотя в количественном отношении преимущество было за греческой артиллерии, в действительности преимущество было за турецкой артиллерией, чьи австрийские орудия «Шкода» превосходили греческие орудия в дальности стрельбы в полтора раза.

## Начало похода
Рейд на Анкару начался 1 (14) августа. 3 корпуса греческой армии выступили одновременно. За ними, отставая на сутки, выступили мобильные склады: 1500 телег в которые были впряжены волы, 600 тяжёлых (3 тонн) грузовиков и 240 лёгких, 1600 верблюдов с нанятыми турецкими погонщиками, а также стада овец (на мясо).
До выступления греческой армии, I турецкая дивизия и почти вся кавалерия Кемаля оставались на левом берегу Сакарьи, чтобы следить за действиями греков.
Обнаружив «невероятный курс» греков шедших к пустыне, Кемаль приказал усилить свой левый фланг, перебросив туда силы с правого фланга и центра.
6 (19) августа греческие дивизии стали переправляться через Сакарью, по возведённым инженерными частями понтонным мостам:77.
Переход через «Солёную пустыню» был испытанием для греческих дивизий. Изредка встречавшиеся на их пути колодцы были, как правило, отравлены турками.
Солдаты IX дивизии в течение 2 суток не выпили и единой капли воды. Переход через безводную и бестравную пустыню стал также испытанием для коней и скота (за исключением верблюдов), чьё поголовье несколько поубавилось. Выйдя из пустыни, греческие дивизии подошли к грядам безлесых гор, укреплённых Кемалем на глубину до 30 км. Ни о какой внезапности, ни каком окружении или обходе турецких позиций не могло быть и речи. Для занятия Анкары греческим дивизиям предстояло атаковать 3 и более укреплённые линии обороны в лоб:80.

## Начало сражения

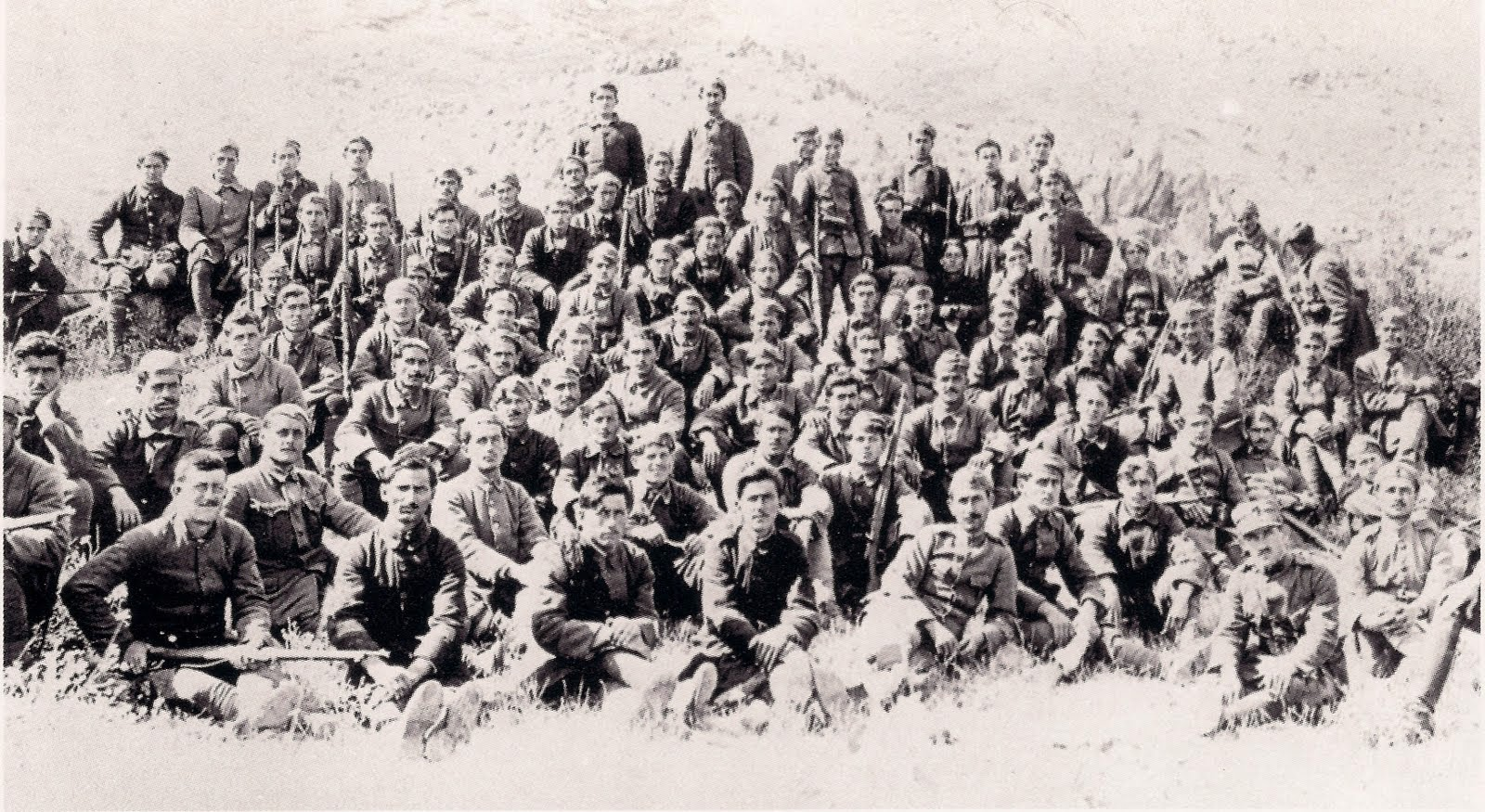
Солдаты 5/42 полка эвзонов, принявшего участие в занятии Мангал Дага.

В надежде добить окопавшегося противника, чьё сопротивления препятствовало их возвращению домой, греческие солдаты превзошли самих себя.
Силы атакующих и оборонявшихся были примерно равными, что не соответствовало господствующей тогда доктрине, согласно которой для успеха атакующих соотношение их сил против обороняющихся должно было быть минимум 3:1. Ещё более значительным было то, что турки оборонялись с подготовленных укреплённых позиций, расположенных к тому же на господствующих горных вершинах и скалах, куда и без огня противника атакующим было нелегко (а иногда и невозможно) взобраться. Однако наступательный порыв греческих солдат был таковым, что пройдя изнурительным маршем через «Солёную пустыню», I дивизия 10 (23) августа 1923 года, без передышки и без отсутствия артиллерийской подготовки, с ходу отбила у турок вершину Мангал-даг (1400м). Кемаль был впечатлён этим неожиданным для него греческим успехом. Немедленно сменив командира части, защищавшей Мангал-даг, он заявил: «если мы потерпим поражение, здесь будет могила Турции»:82.

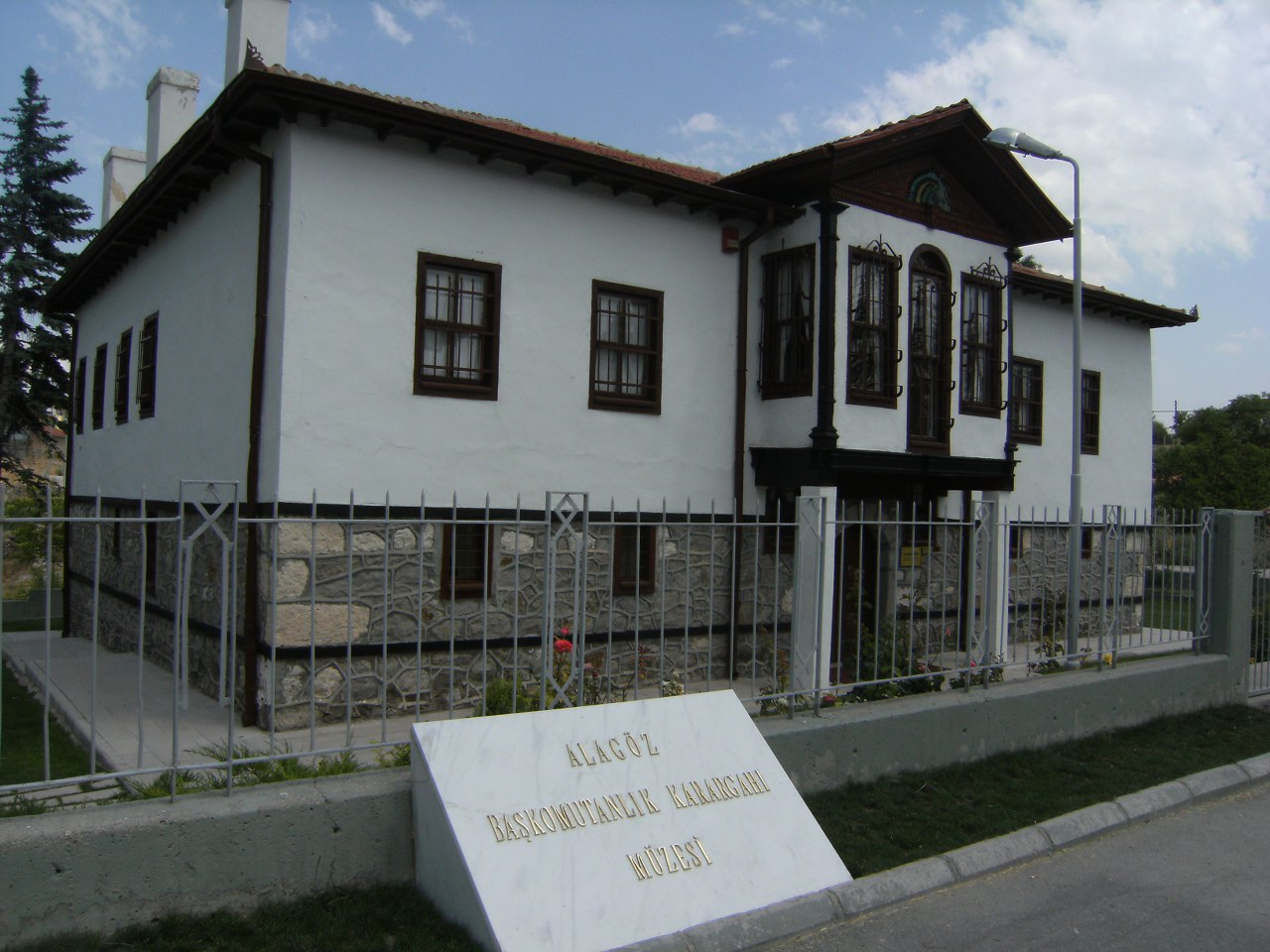
Дом в селе Алагёз, в котором располагался штаб Кемаля во время сражения за Анкару.

Чтобы быть ближе к полю боя, Кемаль перебрался в штаб Инёню в селе Алагёз и приказал расстреливать каждого офицера, который отступил без письменного указания вместе со своими подчинёнными, добавив «нет линии отступления, каждый должен умереть в своём окопе»:83.

## Бой за Тамбур Оглу
За первым греческим успехом последовал ещё один, но на этот раз после трёхдневного кровавого боя. II греческая дивизия начала атаку на Тамбур — оглу, с объективной целью занятия высот Турбан Тепе и «Холмов Близнецов», но в полночь была остановлена артиллерийским и пулемётным огнём перед турецкими позициями. I дивизия, видя что II находится в смертельной опасности, по собственной инициативе послала ей на помощь свой 4-й полк, который сумел вклиниться между Турбан Тепе и «Близнецами».
Февзи-паша приказал генеральную атаку против I и II греческих дивизий. Турбан Тепе был оставлен греками под огнём турецкой артиллерии, но на следующий день 34-й греческий полк сумел вновь занять его. 14 (27) августа, на третий день боя, внезапной атакой греческие части взяли «Близнецы». Победу при селе Тамбур Оглу, греки оплатили 600 убитыми и 2500 раненными. В одном из батальонов две трети офицеров и треть рядовых выбыли из строя:83.

## Сапанджа

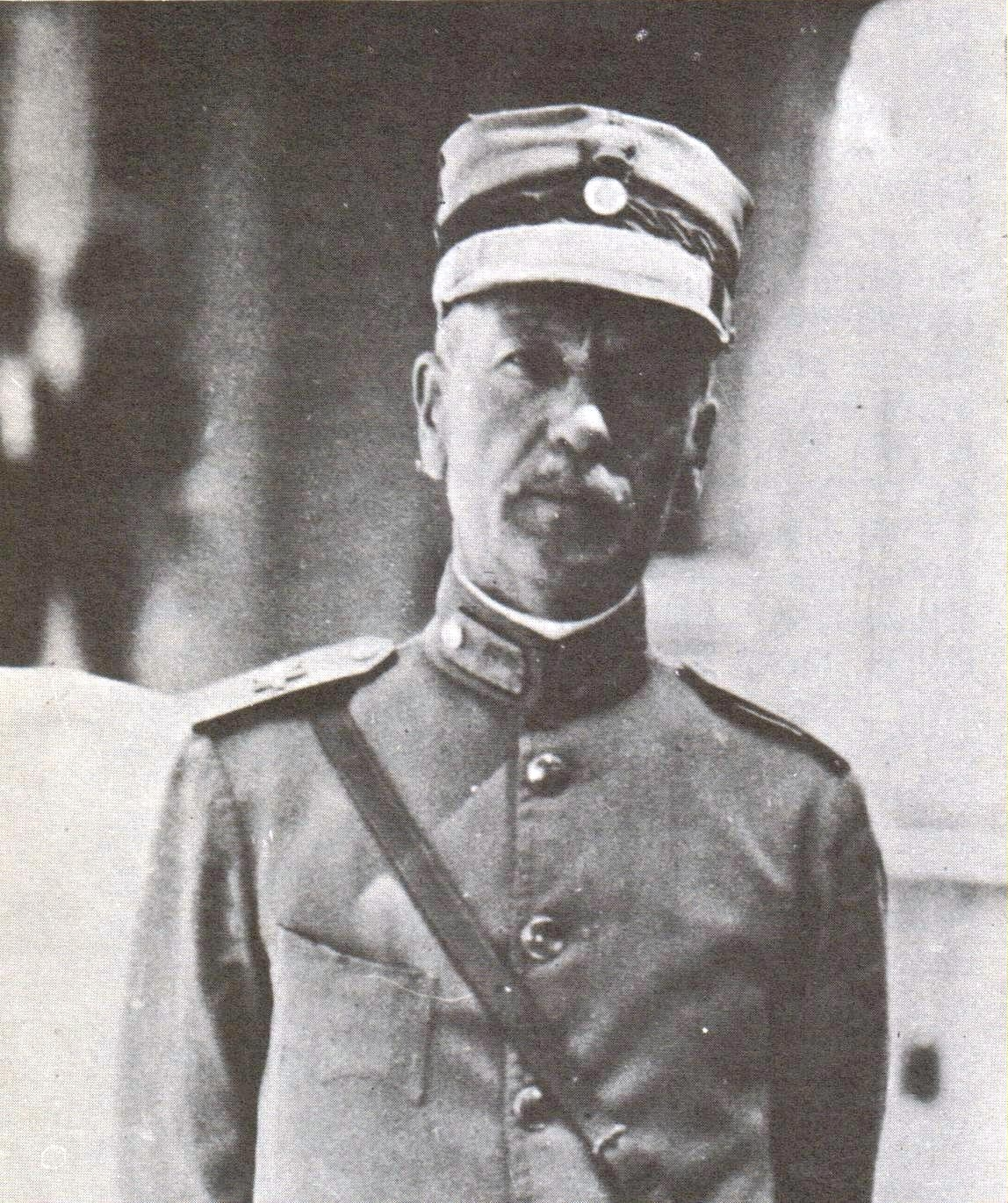
Георгиос Полименакос — командир III Корпуса греческой армии.

Основная тяжесть прорыва турецкой линии обороны и выхода к Анкаре пала на III Корпус греческой армии Г. Полименакоса. У Полименакоса были только две дивизии, III и X, поскольку его VII дивизия, следуя вдоль железнодорожной линии Эскишехир — Анкара независимо от основных сил экспедиционной армии, должна была форсировать Сакарью на её северном изгибе и занять станцию Полатлы перед Анкарой. Перед III Корпусом Полименакоса возвышался горный массив Сапанджа, который, в свою очередь, был защищён притоком Сакарьи, рекой Геук, и болотами.
11 (24) августа, перейдя Геук по наплавному мосту, сооружённому греческими сапёрами, дивизии корпуса выдвинулись к турецким позициям у Сапанджи.
15 (28) августа X дивизия продвинулась на север. Турки оборонялись и 27-й и 30-й полки выбивали турок из окопов штыками. «Неудержимая атака» дивизии позволила занять господствующую «Голую вершину». Хотя доминирование греческой авиации над полем сражения продолжалось, день был отмечен также первым появлением турецкого самолёта, в результате атаки которого погибли 2 и были ранены 7 греческих солдат.
Турки всю ночь пытались отбить «Голую вершину», но сумели закрепиться только в одном месте у подножия горы. В тот же день штаб греческой экспедиционной армии информировал корпуса, что наблюдается «большой дефицит боеприпасов» и что штаб «запрещает огонь артиллерии перед атакой пехоты». Кроме недостатка транспортных средств и большой протяжённости линий коммуникаций, это было результатом деятельности турецкой кавалерии и пехотной дивизии «Муреттеп», действовавших на находившихся вне контроля греческой армии степных просторах и в «Солёной пустыне». X греческая дивизия, оставшаяся не только без снарядов, но в течение двух дней не получавшей ни пищи ни воды, была истощена и практически не продвигалась далее.
Но III дивизия сумела 17 (30) августа занять Гилдиз Даг и спасла положение. Сразу затем, греческие инженерные части возвели понтонный мост на северном изгибе Сакарьи у Кавунджи Кёпру, что позволило греческим дивизиям получать снабжение и в обход «Солёной пустыни». Свой успех III дивизия оплатила 200 убитыми, 50 пропавшими без вести и 1100 раненными, X дивизия 80 убитыми и 1200 раненными:84.

## Действия турецких соединений в тылу Греческой экспедиционной армии и проблемы снабжения греческой армии

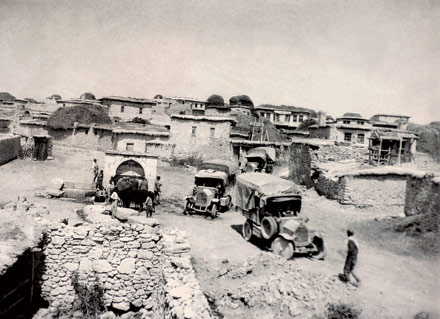
Греческие армейские грузовики в Анатолии.

Кемаль оставил в тылу греческих дивизий пехотную дивизию Муреттеп и V кавалерийскую группу (XIV дивизия и IV бригада) под командованием Фахредин-бея.
Кроме того в регионе действовали и иррегулярные турецкие четы. Жертвами деятельности этих турецких соединений были не только обозы снабжения двигавшиеся на восток, но и двигавшиеся на запад обозы раненных. В результате этих действий и возникшей нехватки снарядов, греческая тяжёлая артиллерия выпустила в первый день сражения 12 (25) августа 412 снарядов, 13 (26) августа 41 снаряд и 14 (27) августа только 2 снаряда, «без надежды на восполнение боеприпасов». Вскоре возникла нехватка снарядов и для полевой и горной артиллерии. 14 (27) августа штаб экспедиционной армии объявил корпусам что на 15 (28) и 16 (29) августа боеприпасов не будет и орудия замолчали.

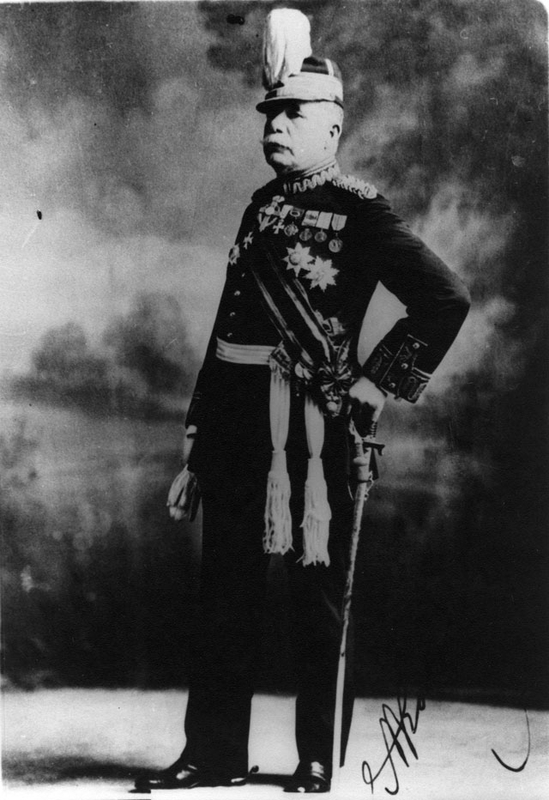
Командир I Корпуса греческой армии Александр Кондулис

Командир I Корпуса греческой армии А. Кондулис информировал командование, что его корпус остаётся без боеприпасов и для стрелкового оружия. Папулас дал приказ начальнику IV отдела, подполковнику Спиридоносу, тому самому, кто на совещании в Кютахье, предвидя неразрешимые проблемы со снабжением армии, был категорически против похода на Анкару, разрешить вопрос.
Погрузив группу эвзонов на 3 грузовика, Спиридонос добрался с ними до моста Балык Дами на Сакарье, где скопились 120 грузовиков с боеприпасами. Экипажи грузовиков не решались двигаться на восток. Спиридонос возглавил колонну, выступив за Сакарью в сторону фронта. Всего лишь через 20 км колонна подверглась артиллерийскому обстрелу и атаке V кавалерийской группы турок, под командованием Фахредин-бея. Спиридонос дал команду не ввязываться в бой и на полной скорости идти вперёд. 90 грузовиков шедших в голове колонны прорвались. 20 шедших в хвосте успели развернуться и вернуться назад. 10 грузовиков и их экипажи были уничтожены:86. Проблема нехватки боеприпасов в I Корпусе была временно разрешена.
В тот же день, 15 (28) августа, I корпус Кондулиса получил приказ атаковать высоты Чал Даг и Ардиз Даг на второй линии обороны турок.
Но 17 (30) августа штаб греческой экспедиционной армии известил все корпуса, что будет снабжать только боеприпасами, но не продовольствием, несмотря на то, что благодаря продвижению частей армии вдоль восточного берега Сакарьи был наведен новый мост в Кавунджи Кёпру. Основной причиной растущего дефицита стали не столько партизанские действия турок и даже не нехватка грузовиков и их механические проблемы. Основной причиной стал банальный факт, который был следствием финансового и военного эмбарго со стороны бывших союзников. Грузовики совершавшие пробеги по бездорожью пустыни изнашивали шины, но запасные не поступали уже полгода:87.

### Эпизод в Узуне

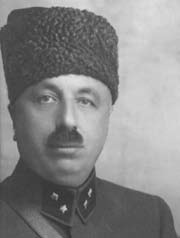
Фахредин Алтай, Командир V кавалерийского корпуса кемалистов.

В одном из своих налётов кавалерия Фахредина перехватила караван 200 верблюдов с второстепенным снабжением для греческой армии. От нанятых греками турецких владельцев и погонщиков верблюдов, Фахредин получил информацию, что греки организовали в селе Узун станцию снабжения и аэродром. В действительности, чего погонщики не знали, в селе временно обосновался штаб экспедиционной греческой армии, во главе с командующим А. Папуласом и наследным принцем Георгием и два полевых госпиталя.
14 (27) августа, когда греческий штаб готовился перейти в Корт Тахажир, село Узун стало обстреливаться артиллерией Фахредина. Рота охраны греческого штаба и пулемётный взвод уже ушли в Корт Тахажир. В селе оставался только 26-й батальон IX дивизии, который занял оборонную позицию. На помощь батальону были мобилизованы штабисты, писари и пр. Раненные способные нести оружие, были разнесены по периметру обороны. Медсёстры отказались покинуть село. Однако турецкая атака ослабла и вскоре прекратилась.
Объяснение развязки эпизода пришло позже. В обозе Фахредина постоянно находилась рация, работавшая с перебоями. В начале атаки на Узун, молчавшая на тот момент рация внезапно заработала. Фахредин получил приказ срочно передислоцироваться. После отхода греческой армии за Сакарью Фахредин оказался в Узуне, где узнал о том кто находился в селе в момент его атаки. Разразившись бранью в адрес «проклятой рации», Фахредин завершил свою тираду словом «кисмет» (судьба):90.

## Кале Грото

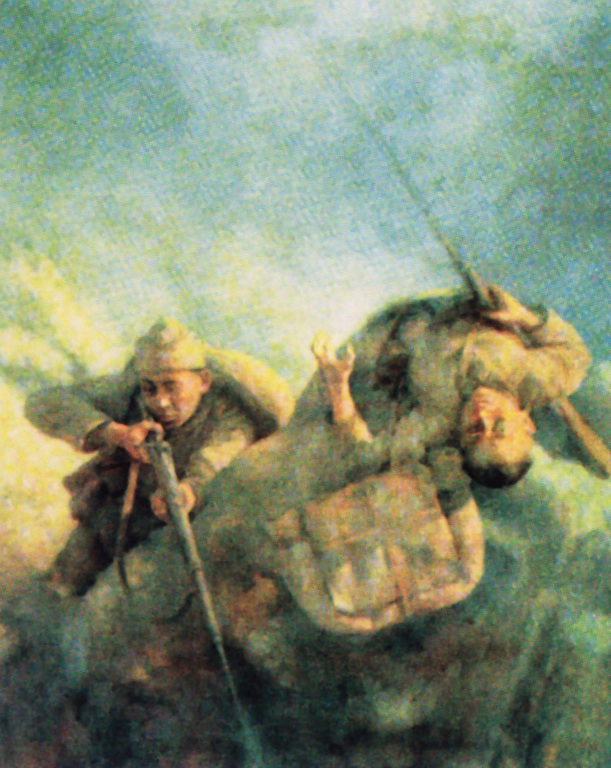
Художник Прокопиу, Георгиос: «Греческая пехота берёт высоту Кале грото на подступах к Анкаре».

После тяжёлых боёв за Тамбур Оглу и Сапанджу, I и III греческие корпуса заняли не только первую линию обороны турок, но и промежуточные укреплённые линии, откуда готовились прорвать вторую линию обороны.
На севере VII дивизия с боем форсировала Сакарью в ночь с 10 на 11 августа и создала плацдарм на восточном берегу реки. Обход турецкого левого фланга был поручен II Корпусу принца Андрея (V, IX и XIII дивизии). Перед корпусом «возвышались неприступные скалы» Кале Грото.
13 (26) августа V дивизия атаковала «неприступные скалы». Турки не ожидали этой атаки и всего через час оставили свои позиции. Греческая пехота без остановки продолжила наступление и к 9 вечера заняла самую высокую вершину Кале Грото и штыками выбивала турок XXIV дивизии из окопов, чьё отступление переросло в паническое бегство.
XIII греческая дивизия атаковала 14 (27) августа высоты западнее Кале Грото, но была остановлена огнём турецкой артиллерии. Ночью турки попытались контратаковать в этом секторе, но были отброшены греческой контратакой.
IX греческая дивизия и кавалерийская бригада попытались обойти скалы Кале Грото справа, но их авангард встретил конницу Фахредина, которая успела защитить левый турецкий фланг от окружения.
Греческие успехи обеспокоили Кемаля, который прибыл в этот сектор, где непосредственное командование осуществлял начальник генштаба Чакмак, Мустафа Февзи. По прибытии Кемаль издал приказ: «Все части будут защищать свои позиции до последнего солдата. Спорадические успехи противника объясняются ночными бурями и несогласованностью наших частей Мы не должны сомневаться, что защищая со спокойствием наши позиции мы окончательно остановим врага».
Д. Фотиадис пишет, что это «мы не должны сомневаться» напротив выдавало сколь большим было беспокойство турецкого штаба. Сам Кемаль впоследствии писал, что «были минуты когда я думал, что всё потеряно»:92.

## Бой за «Памятник скал»
К северо-востоку и за Кале Грото возвышалась ещё более страшная гряда скал — Улу Даг — высотой в 1483 метра, получившая от греческих солдат имя «Памятник скал». Улу Даг господствовал в регионе и был основным оплотом второй линии обороны турок перед правым греческим флангом. Турки считали что скалы Улу Даг были неприступными.
Вечером 14 (27) августа II Корпус греческой армии доложил, что в силу нехватки боеприпасов считает продолжение наступления проблематичным.
Кроме того, раненные не вывозились в силу отсутствия автомобилей и бензина. Штаб экспедиционной греческой армии настаивал и в заключение приказа писал: «Артподготовку перед атакой пехоты запрещаем».
Основную тяжесть атаки вновь взяла на себя V греческая дивизия. Эвзоны взбирались на скалы и штыками выбивали турок из окопов. Турки первоначально отчаянно сопротивлялись, но в конечном итоге были сломлены. Турецкие офицеры были вынуждены расстреливать солдат на месте, с тем чтобы вынудить их к контратаке. Позиции непрестанно переходили из рук в руки. В 2 полудня, с греческим боевым кличем «аэра», эвзоны полностью и окончательно заняли гряду Улу Дага, заплатив за свой успех 150 убитыми и половиной офицеров вне строя.
18 (31) августа IX дивизия, после «прекрасной атаки», заняла три последовательные линии турецких окопов к югу от села Карасулейман. Это была последняя наступательная операция II Корпуса греческой армии в сражении. За 6 дней боёв II Корпус потерял убитыми 550 и раненными 2800 человек. 19 августа (1 сентября) 19 августа/1 сентября Корпус получил приказ перебросить свою IX дивизию к Сапандже и удерживать занятые позиции силами оставшихся двух дивизий:93.

## Выход VII греческой дивизии к Анкаре

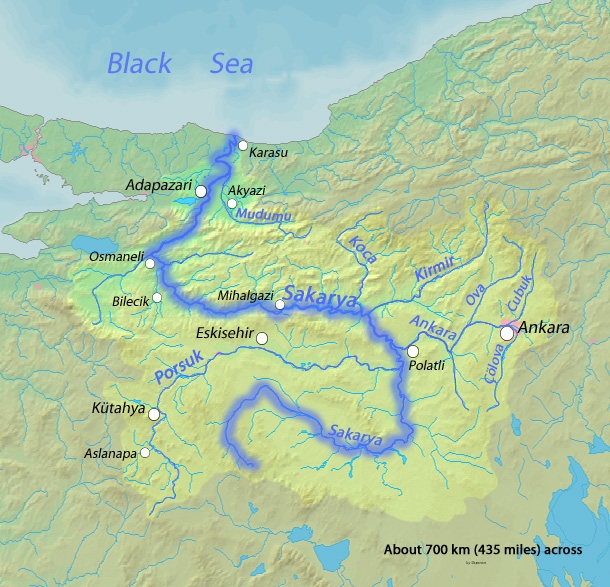
Линия фронта простиралась на 120 км вдоль и к востоку от Сакарьи. Полатлы крайняя северо-западная точка фронта

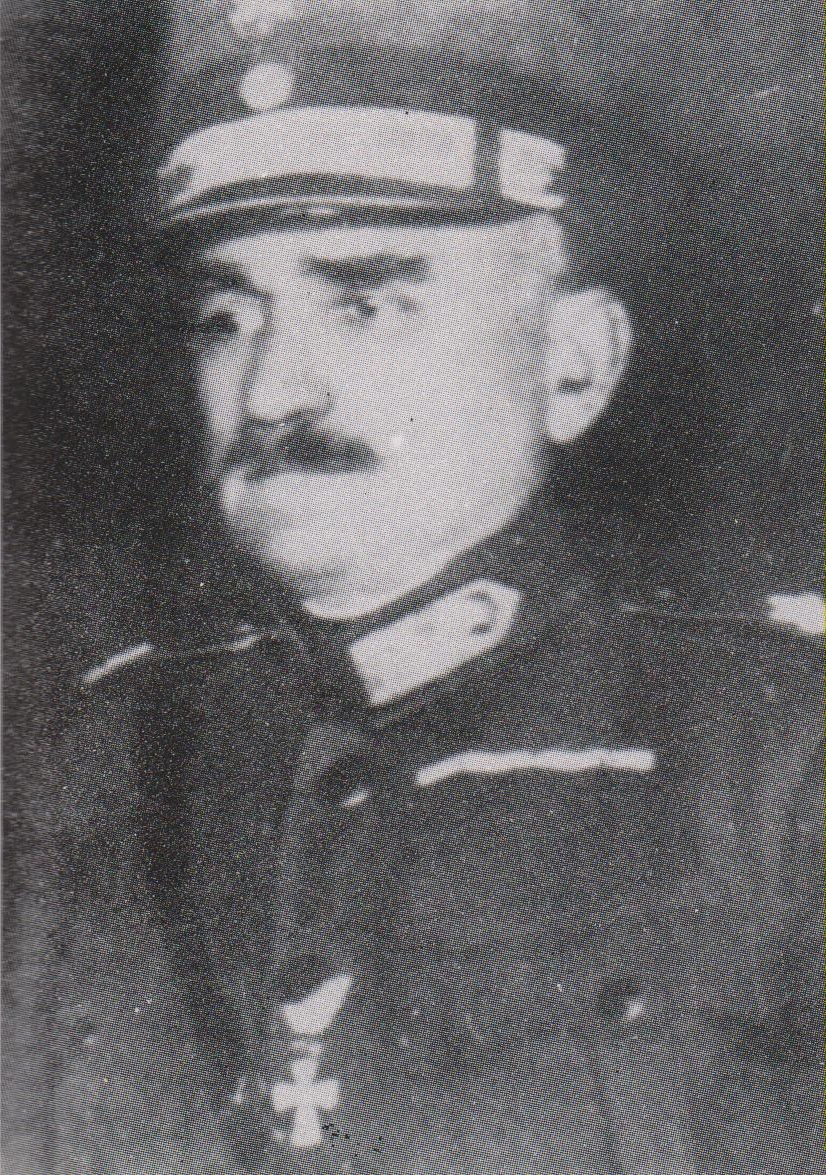
Андреас Платис — комдив VII греческой дивизии

В отличие от остальных дивизий, которые пошли на Анкару пересекая безводную Солёную пустыню, VII дивизии А. Платиса была поставлена задача пройти маршем 130 км вдоль железнодорожной линии Эскишехир—Анкара:73 и с боем форсировать Сакарью на её северном изгибе. Стратегической целью было занятие железнодорожной станции Полатлы (древний Гордион), находившейся в 80 км от Анкары и бывшей тогда выдвинутой базой снабжения кемалистской армии:84. Дивизия рассчитывала только на свои силы и не могла рассчитывать на помощь в случае неудачи.
Дивизия с боем форсировала Сакарью в ночь с 10 на 11 августа и закрепившись на восточном берегу приступила к расширению плацдарма:92. Дивизия получила приказ занять Полатлы:94.
На пути к Полатлы находился так называемый «Конический холм», который солдаты дивизии взяли с ходу. Однако после шквального обстрела турецкой тяжёлой артиллерией холм был оставлен. Возникла угроза плацдарму. Платис приказал своему 1/22 батальону вновь взять холм «любой ценой». В ночной атаке и последовавшем двухчасовом бое погибли командиры трёх рот этого батальона. В сражении вокруг этого холма дивизии Платиса противостояли четыре турецкие дивизии. Однако 12 (25) августа 3/23 батальону удалось сломить сопротивление турок и занять Конический холм.
Поскольку турки пытались избежать прорыва их фронта перед Анкарой в южном секторе, где наступали остальные греческие дивизии, они были вынуждены перебросить часть своих сил из сектора Полатлы. Платис воспользовался ситуацией и взял инициативу в свои руки. Дивизия сумела прорваться в горный проход Полатлы и занять «Зубчатый холм» а также хребет Беш Тепелер. Но силы солдат были истощены в этом непрерывном наступательном порыве и Платис был вынужден дать им передышку.
Через пару часов наступление продолжилось и дивизия заняла Дуа Тепе (Холмы Близнецы) господствующие в этом регионе. После этого значительного успеха дивизия бросилась в атаку на Полатлы:96. По мнению историка Д. Фотиадиса, объективная задача поставленная перед дивизией Платиса «была почти достигнута». 3/23 батальон подошёл к Полатлы на расстоянии 4 км. Турки были в панике. Они пытались удалить боеприпасы со складов, но за недостатком транспортных средств начали их взрывать. Полатлы был нейтрализован как выдвинутая база снабжения турок.
VII дивизия соединилась с III корпусом армии, в подчинении которого она и находилась. Но дивизия Платиса дорого заплатила за свой успех. Она потеряла убитыми 17 офицеров и 260 рядовых, и раненными 65 офицеров и 1361 рядовых:97.

## Ардиз Даг

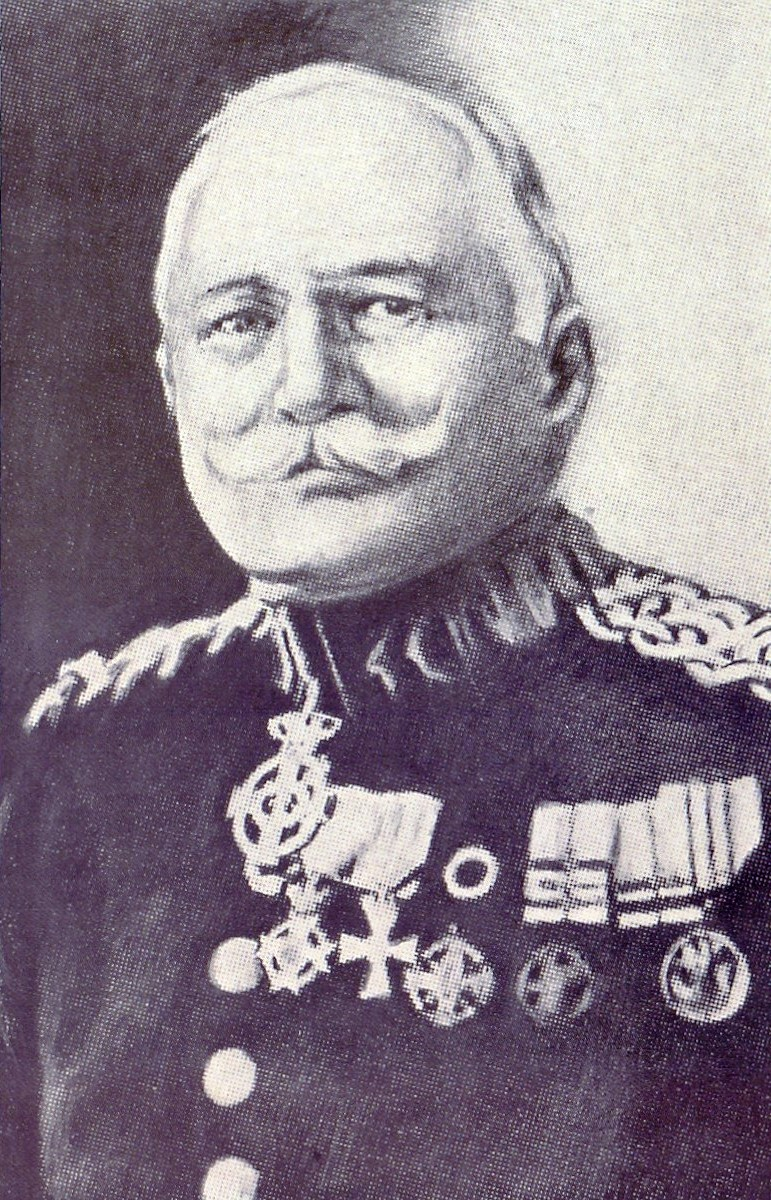
Комдив I греческой дивизии Афанасиос Франгу.

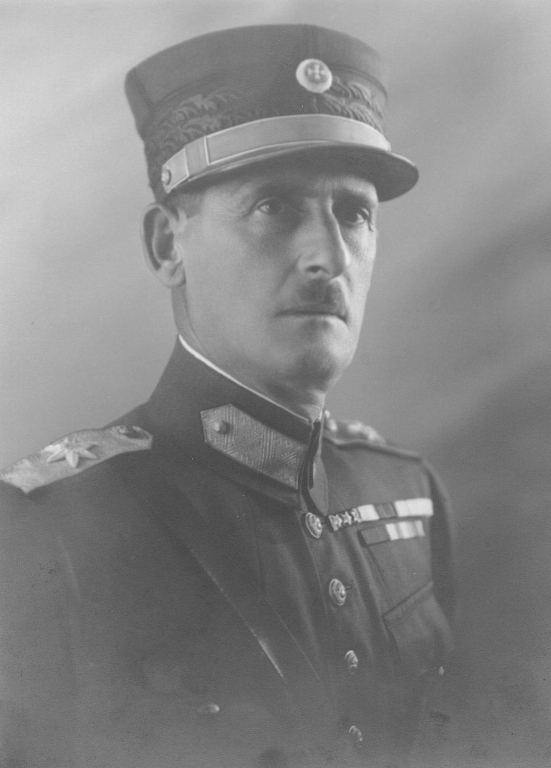
Командир 14-го греческого полка Иоаннис Котулас.

Северо-восточнее Сапанджи, на второй линии турецкой обороны господствовали высоты Чал-даг и Ардиз-даг. Взятие этих высот было поручено I Корпусу генерала Кондулиса. На левом фланге Корпуса находилась II дивизия, в центре XII и на правом фланге I дивизия. Но для того чтобы достичь гор, надо было выбить турок из промежуточных линий обороны.
Основная тяжесть занятия Ардиз Дага пала на XII дивизию полковника П. Каллидопулоса, в которую входил полк подполковника И. Котуласа и I дивизию полковника А. Франгу.

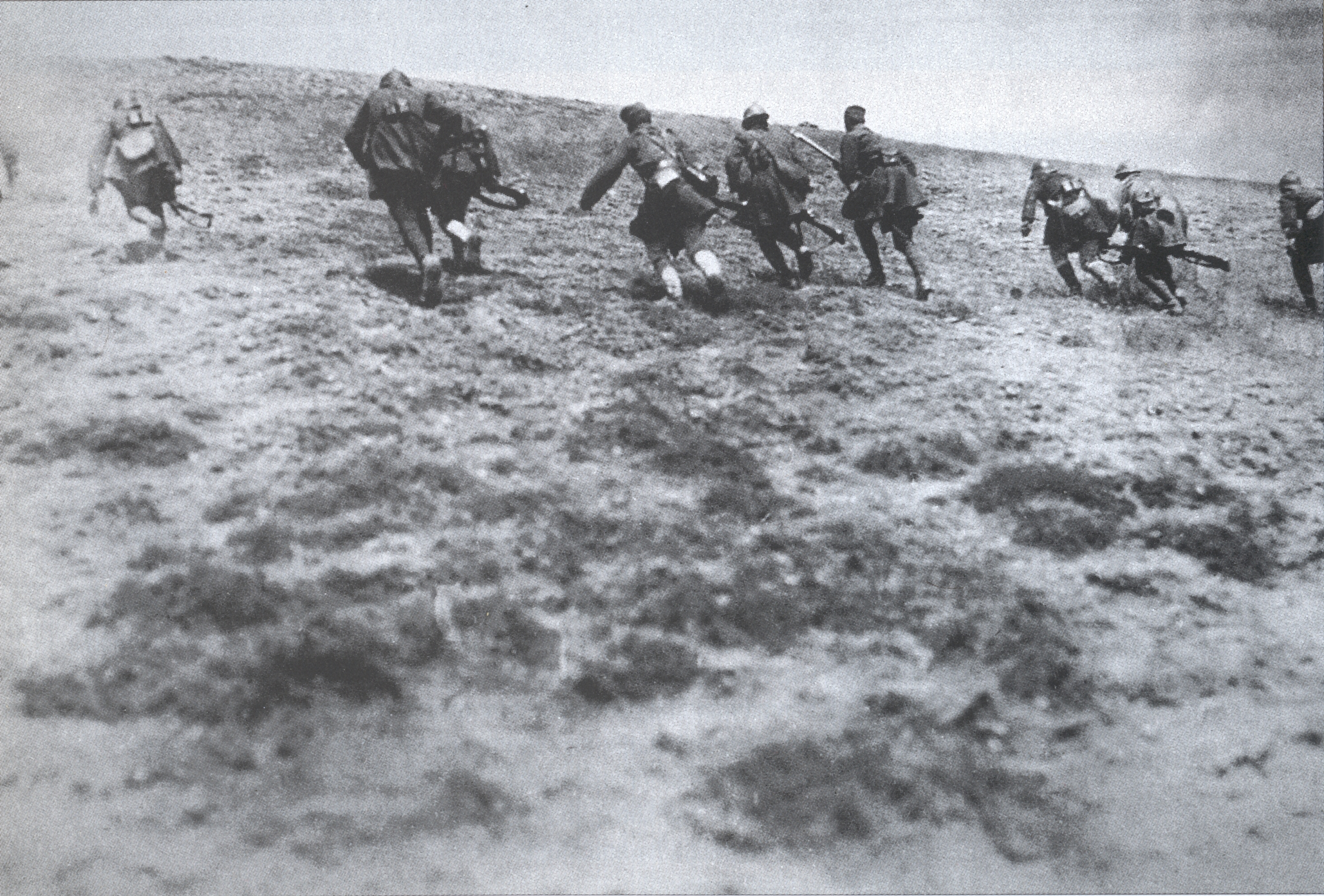
Атака эвзонов 1/38 полка, август 1921.

I дивизия атаковала вершину 1329, была остановлена огнём турецкой артиллерии и пехоты, но приняла решение бросить в бой 2 из своих 3 полков.
Греческая атака была стремительной и турки были вынуждены отступить на хребет Ардиз Дага.
Дивизия выдвинула 1/38 гвардейский полк эвзонов на помощь 5-му полку, против которого оборонялась III турецкая дивизия Кавказа.
Атака полка эвзонов была настолько решительной, что турецкую дивизию обуяла паника. Офицеры не могли остановить бегство — не помогла и стрельба жандарм сзади.
XII греческая дивизия бросилась в последний бой за Ардиз-даг в 5 утра 19 августа (1 сентября). 14-й полк И. Котуласа, будучи прикрытым с левого фланга 41-м полком, который в предыдущий день занял высоту Гедик, совершил за 15 минут под огнём бросок в 800 метров и ворвался в турецкие окопы.

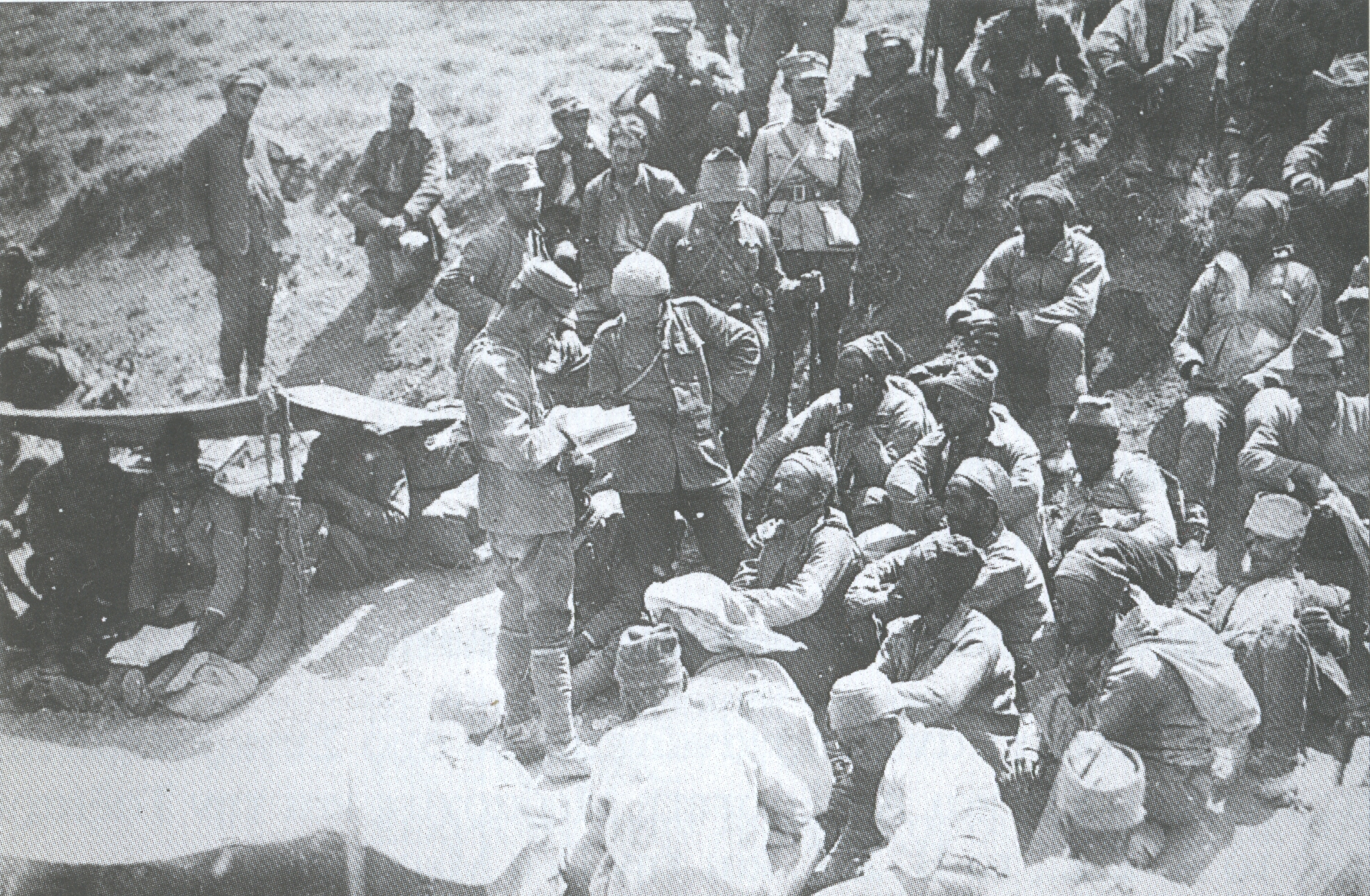
Составление списка турецких пленных, переводчик беседует с турецким офицером. Август 1921 года.

Увидев в своих окопах «шейтан аскер» (дьявольскую армию), турки побросали свои пулемёты и побежали. Однако целый батальон 176-го турецкого полка, 355 человек, во главе с офицерами и командиром, сдались Котуласу. С начала сражения за Анкару это был первый случай пленения целого турецкого соединения.
Потери турок могли бы быть значительно бо́льшими, если бы отступающие турки подверглись обстрелу греческой артиллерии. Но у греческой артиллерии не было снарядов.
По завершении боя Котулас сделал два запроса в дивизию: восполнить офицеров, поскольку большинство из них были убиты или ранены в «сумасшедшем» броске к вершине, и второе, прислать людей, чтобы собрать брошенное турками оружие и припасы:98.

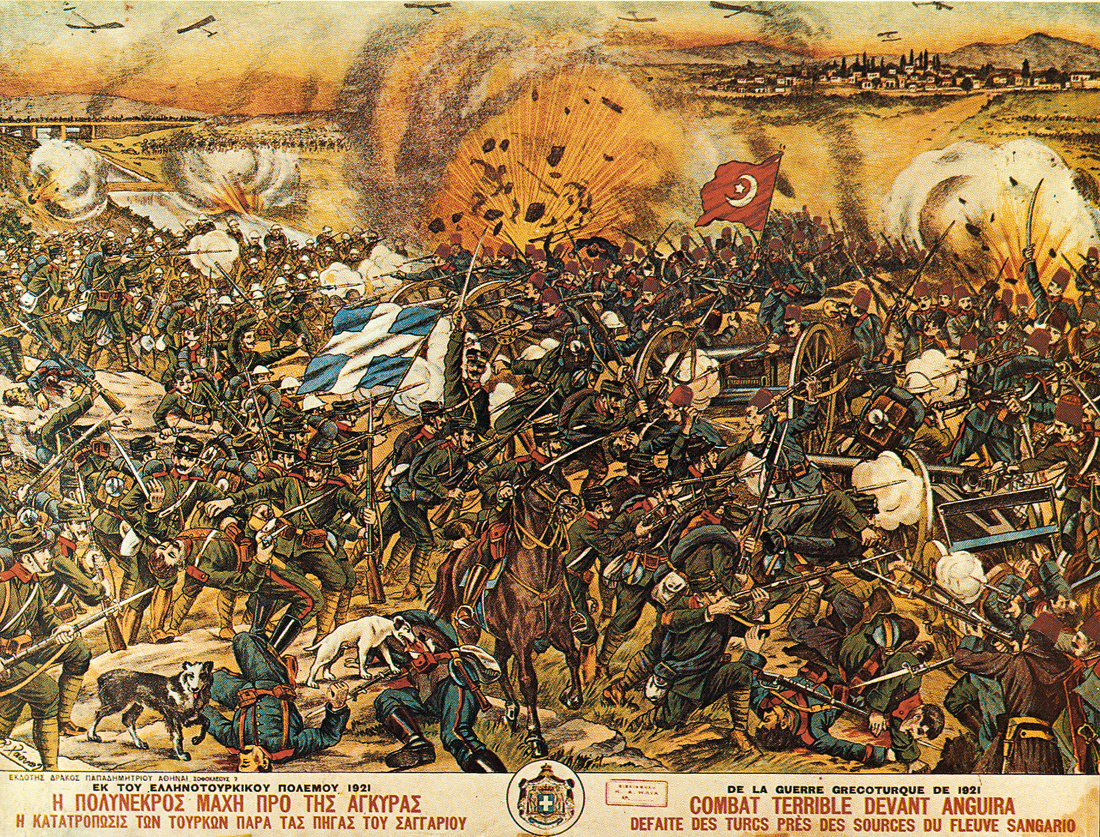
Сражение за рекой Сакарьей (Сражение за Анкару). Гравюра натурализовавшегося в Греции немецкого гравера Карла Хаупта

## Бой за Чал Даг
Под давлением сил III греческого корпуса, турки оставили в ночь с 16 на 17 августа Гилдиз Даг, опасаясь окружения греческими частями наступавшими к Чал Дагу. 28-й греческий полк занял позицию Сиври к юго-западу от вершины Чал Дага, но турецкий штаб бросил в бой новые силы и сумел отбить эти две позиции.
Две турецкие дивизии, LVII и VIII, были брошены против 28-го полка, но греческий полк несмотря на огромный численный перевес турок, выстоял. Однако X греческая дивизия, вклинившаяся в расположение турок, оказалась без прикрытия с обоих флангов и подверглась опасности. XII дивизия I греческого корпуса сумела закрепиться на северном склоне Чал Дага и прикрыть таким образом правый фланг X дивизии:99.
18 (31) августа, 34-й и 41-й греческие полки начали карабкаться к вершине горы высотой в 1340 метров, но были вынуждены прекратить свою попытку в силу упорного сопротивления турок.
В ту же ночь штаб греческой экспедиционной армии дал приказ III Корпусу занять на следующий день вершину Чал Даг любой ценой. Однако III и X дивизии доложили, что их солдаты были истощены настолько, что новая попытка становилась невозможной. К тому же X дивизия всю ночь отражала непрерывные атаки турок. III Корпус одобрил их пребывание на позициях, предоставив им горячий обед — единственное что он им мог дать.
В тот же вечер III корпус получил сообщение, что I Корпус занял Ардиз Даг, но не смог продолжить наступление, поскольку III Корпус не продвигался дальше.
Последовал новый приказ штаба III корпусу занять указанные позиции. Утром следующего дня X дивизия III Корпуса сумела закрепиться на восточных склонах Чал Дага. Тогда XII дивизия I Корпуса, чтобы помочь ей, заняла близлежащий склон, подвергаясь постоянным атакам турок. Греческая горная артиллерия не могла остановить порыв турок, поскольку практически исчерпала все свои снаряды. Тогда II дивизия бросилась в генеральную атаку, сумела опрокинуть XVII турецкую дивизию и в 10 вечера заняла вершину Чал Дага.
После греческих побед на Ардиз Даге и Чал Даге Кемаль дал приказ перебросить со своего крайнего левого фланга силы в центр, поскольку он осознал, что II греческий корпус в регионе Кале Грото занял оборонные позиции:97.

## Доклад генерала Папуласа
За 5 дней боёв с 15 по 20 августа потери I и III греческих корпусов составили 650 человек убитыми и 3500 раненными. Греческие дивизии с потерями занимали один за другим очередной «даг», но конца сражению не было видно. При этом боеприпасы и продовольствие греческих дивизий иссякли, их восполнение за сотни километров было проблематичным, учитывая в особенности тот факт, что половина грузовиков были уже вне строя.С другой стороны, склады снабжения турок находились в нескольких км от линии фронта. Но главное, выступая перед журналистами и обрисовывая перспективу борьбы, Кемаль заявлял: «Буду обороняться перед Анкарой, буду обороняться в Анкаре, буду обороняться за Анкарой».
Рейд греческой экспедиционной армии перерастал в затяжную военную кампанию, что не было в её планах и, главное, для продолжения наступательных операций у греческой армии не было никаких резервов.

К концу сражения за Чал Даг, наследный принц Георг прибыл в Прусу, где вручил доклад генерала Папуласа королю Константину и военному министру Н. Теотокису. В докладе Папулас писал, что его штаб пришёл к заключению, что попытку взять Анкару нужно прекратить. Папулас информировал, что в начале сражения турки имели примерно равные силы с наступавшими греками. Но если потери греческой армии были невосполнимыми, к туркам подошли V и IX дивизии (из Киликии, после ухода французов) и ещё две новые дивизии, XVII и XVIII. В рапорте также отмечалось, что в отличие от турок, греческие дивизии исчерпали все свои запасы и доставка новых становится всё более проблематичной. В заключение генерал Папулас писал: 

«Армия остаётся в абсолютном неведении политической ситуации и не может знать если ожидаемые от занятия Анкары политические дивиденды являются таковыми с политической точки зрения, чтобы попыткой занятия (Анкары) любой ценой рисковать вероятностью поражения и следовательно неудачей всего Малоазийского вопроса»
.
Папулас не получил ответа и повторил письмо 26 августа (8 сентября), требуя заключения перемирия. Однако завуалированный ответ премьер-министра Гунариса переложил ответственность принятия решения на штаб экспедиционной армии:101.

## Корпус принца Андрея отказывается выполнять приказ

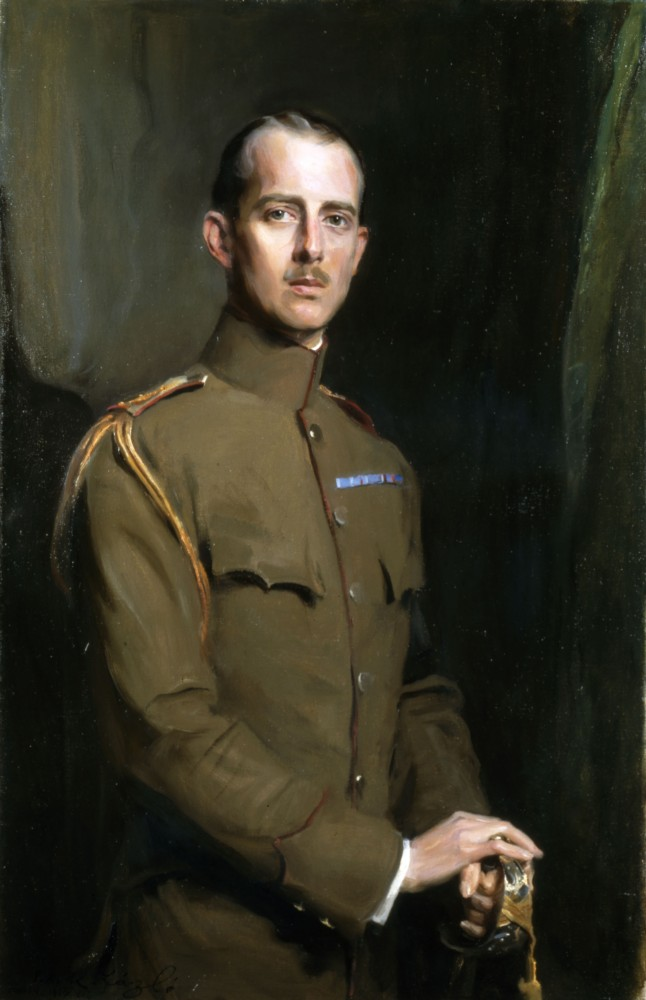
Принц Андрей. Портрет работы художника Филипа де Ласло, 1913.

В ночь 26 августа (8 сентября) штаб экспедиционной греческой армии информировал корпуса, что согласно достоверной информации враг сконцентрировал значительные силы против III корпуса, с целью атаковать его левый фланг и, прервав коммуникации всех остальных корпусов, вынудить армию отступить через Солёную пустыню, где она будет уничтожена. III Корпус получил приказ обороняться «до последнего», в то время как остальные два корпуса с началом атаки должны были предпринять «бешеные атаки» против врага.
Ранее, 21 августа (3 сентября), штаб II Корпуса, которым командовал принц Андрей, высказал в письме генералу Папуласу идею, что поскольку II Корпус оставаясь в Кале Грото бездействовал, то было бы лучше если он перейдёт ближе к III Корпусу. II Корпус на тот момент состоял из V и XIII пехотных дивизий и кавалерийской бригады. Против него были расположены 3 турецкие дивизии, общей численностью до 14 тыс. человек.
Получив приказ, штаб II Корпуса ответил, что считает его невыполнимым и бесполезным и добавил, что корпус перейдёт к Исри, согласно своего предыдущего предложения. Получив ответ, опешивший неповиновением целого корпуса, которое объяснялось безнаказанностью члена королевской семьи, разгневанный генерал Папулас ответил в 03:30 того же утра, приказывая оставаться на своих позициях. Считая ответственным начальника штаба корпуса, Папулас сменил его, назначив на этот пост полковника П. Николаидиса, бывшего до того командиром кавалерийской бригады. Принц Андрей счёл себя оскорблённым и потребовал замены, но его отставка не была принята.
Брожение во II греческом корпусе и его бездействие позволили туркам перебросить значительные силы со своего левого фланга и использовать их в своём контрнаступлении. В определённой степени эпизод с корпусом принца Андрея повлиял в дальнейшем на принятие штабом экспедиционной греческой армии решения на отход за Сакарью. Через год принц Андрей предстал за неисполнение приказа перед революционным трибуналом, но избежал расстрела благодаря вмешательству европейских королевских дворов. Избежавший расстрела принц Андрей оставил потомков. Один из его внуков, Чарльз, принц Уэльский, является наследником британского престола:106.

## Критический момент сражения

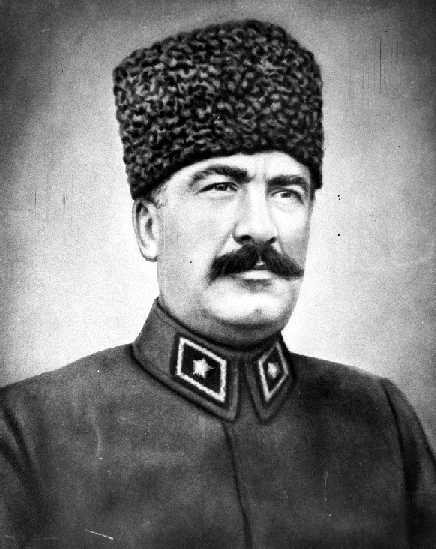
Мустафа Февзи Чакмак

БI и III греческие корпуса продолжали сражение. Один из биографов Кемаля, англичанин Армстронг писал в своей книге «Серый волк — Мустафа Кемаль»: «Греки и турки сражались с невероятным мужеством. Турки сражались за свой дом. Половина греческой армии состояла из местных христиан …И те и другие сражались за свои очаги»:108.
В течение 14 дней греки непрерывно атаковали, но их силы иссякали, а резервов не было. Февзи — паша правильно оценил бездействие II греческого корпуса. Он позвонил Кемалю, который «нервно расхаживал в своей ставке в Алагёз, материл окружающих и колебался принять решение отступить, пока ещё не поздно». Ночной звонок состоялся в момент, когда Кемаль был уже готов отдать приказ к отступлению. Один из биографов Кемаля, француз Жак Бенуа-Мешен пишет: «Если бы греческая атака продержалась ещё несколько минут (!) Кемаль приказал бы отход, чтобы избежать катастрофы»:109. Февзи доложил Кемалю, что атаки греков ослабли и что греки, вероятно, готовятся отойти.
Примерно также описывает эти исторические минуты современный франко-русский биограф Кемаля Александр Жевахов: «Кемаль раздражен, явно нервничает; …Греки после трех дней ожесточенных боев захватили господствующую гору Чал-Даг. Кемаль не может скрыть своего отчаяния и даже не старается этого сделать. Стоит ли продолжать сопротивление или лучше отступить?» Жевахов также пишет что «Февзи и его звонок изменили всё».
После звонка Февзи-паши Кемаль воодушевился и принял решение контратаковать на северном участке фронта и бросить в бой все резервы, чтобы перекрыть противнику путь к отступлению.

## Отражение турецкого контрнаступления
Решение о контрнаступлении было принято турецким штабом в Алагёз в ночь с 25 на 26 августа. Отвлекающее наступление планировалось предпринять против I греческого корпуса, в то время как основное наступление планировалось предпринять на левом фланге греческой армии, против III корпуса. В случае успеха турецкого плана, у греческих дивизий оставался единственный путь к отступлению — через пустыню, где их можно было бы разбить. Турецкий штаб планировал бросить сюда свой новый сформированный для этого наступления корпус, состоявший как из сил переброшенных с крайнего левого фланга турецкой армии, противостоявших до того бездействовавшему II греческому корпусу, так и из свежих резервных частей, бросив в бой даже охранную часть Великого национального собрания. Штаб греческой экспедиционной армии своевременно осознал турецкий план, как это следует из приказа греческого штаба ночью 26 августа/5 сентября:110.
Турецкое контрнаступление началось в 5 утра 28 августа (10 сентября) на стыке между расположением I дивизии I греческого корпуса и V дивизии, органически находившейся до того в составе II корпуса. Атака турецкой пехоты сразу была остановлена огнём греческих пехотинцев и турки остановились на дистанции 300 метров от греческих окопов. В 17:00 две греческие дивизии предприняли контратаку. Турки начали отступать, но вскоре их отступление переросло в бегство. Деморализованные и дезорганизованные турецкие части, вперемежку с животными и телегами, бежали к северу, преследуемые по стопам эвзонами:111.
Но после победного исхода боя, I греческая дивизия осталась полностью без боеприпасов. В полдень того же дня II греческий корпус получил приказ оставить свои позиции и совершить марш-бросок на запад, что соответствовало манёвру, который II Корпус хотел совершить без разрешения двумя днями ранее. Д. Фотиадис объясняет перемену в решении штаба тем, что крайний левый фланг греческой обороны был сломлен.

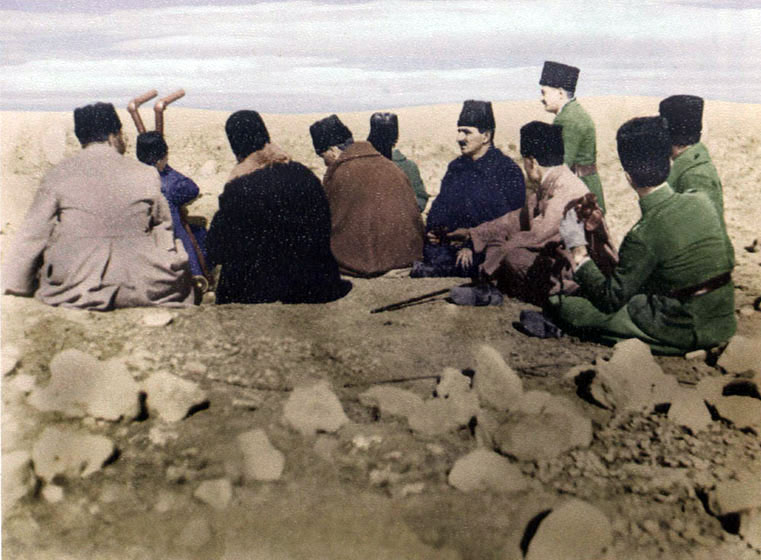
Обзор боя на холме Дуатепе турецким командованием: Февзи Чакмак, Казым Озалп, Мустафа Кемаль, Исмет Инёню, Хайрулла Фишек. 10 сентября 1921 года.

Турки начали наступление здесь в 8 утра того же дня и к полудню заняли господствующие Холмы Близнецы (Дуа Тепе) вынудив оборонявшиеся здесь греческие части отступить на значительную глубину. III греческий артиллерийский дивизион, вооружённый трофейными орудиями Шкода, не был извещён о отходе и оказался среди наступающих турок. Греческие артиллеристы, вооружённые старинными винтовками Гра, сумели остановить натиск турок, после чего сбросили орудия в ущелье, чтобы они не попали в руки врага.
В 13:00 28 августа (10 сентября) штаб греческой экспедиционной армии дал двояко читаемый приказ своему III Корпусу атаковать и вновь занять Дуа Тепе и, в то же время, обеспечить мост для отхода с восточного на западный берег Сакарьи:112.

## Последняя греческая победа восточнее Сакарьи
.

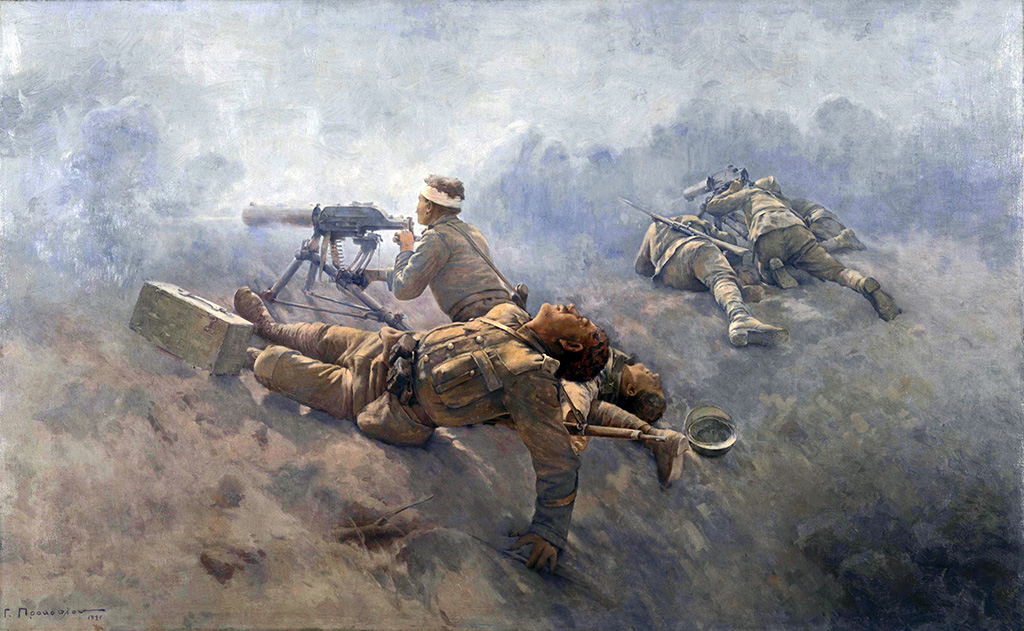
Художник Прокопиу, Георгиос:«До последнего»

Утром 29 августа (11 сентября), штаб греческой экспедиционной армии принял решение о прекращении борьбы восточнее Сакарьи, считая что она стала бесцельной. В своём письме военному министру в Прусе и премьеру в Афинах, генерал Папулас писал, что армия не может оставаться дольше восточнее Сакарьи и просил пополнения для контроля новой линии фронта и коммуникаций. Предпринимая Рейд на Анкару правительство монархистов надеялось, что занятие этого оплота кемалистов позволило бы ему демобилизовать несколько призывов и удовлетворить общественное мнение. Напротив, правительство убедилось что армия возвращается за Сакарью, не достигнув объективных целей и просит пополнения.
Хотя штаб греческой экспедиционной армии принял решение о отходе утром 29 августа (11 сентября), I и III корпуса получили приказ отходить только к ночи того же дня и продолжали сражаться весь день. Заняв Дуа Тепе турки продвинулись к железнодорожной линии, стремясь занять Кара Даг. III греческий корпус дал приказ своей III дивизии предоставить все свои силы (кроме одного полка) VII дивизии, которая приняла на себя всю тяжесть турецкого наступления.
Солдаты одной из рот этой греческой дивизии, насчитывавшей всего 80 человек, при поддержке пулемётного взвода, часами сдерживали натиск целой турецкой дивизии — LVII пехотной. Роте удалось гранатами и штыками отразить атаку, пока на помощь ей не подошёл 2/39 полк эвзонов III дивизии. Бой продолжился без передышки всю ночь. В полночь турки внезапной атакой опрокинули один из греческих батальонов и закрепились на склоне Карадага.
Обстановка для греческих частей здесь становилась критической, поскольку турки непрерывно перебрасывали сюда подкрепления, оставив против I греческого корпуса всего 4 дивизии. В 7 утра последнего дня сражения, 29 августа (11 сентября), VII греческая дивизия бросилась в атаку на Холмы Близнецы с боем подошла к вершине и была остановлена на расстоянии 600 метров от вершины огнём турецкой артиллерии:112. После этого 1/37 греческий батальон был вынужден оставить только что занятый им Пилообразный Холм севернее Эзиндли. Турки попытались занять оставленный греками холм, но контратака греков вынудила их оставить холм.

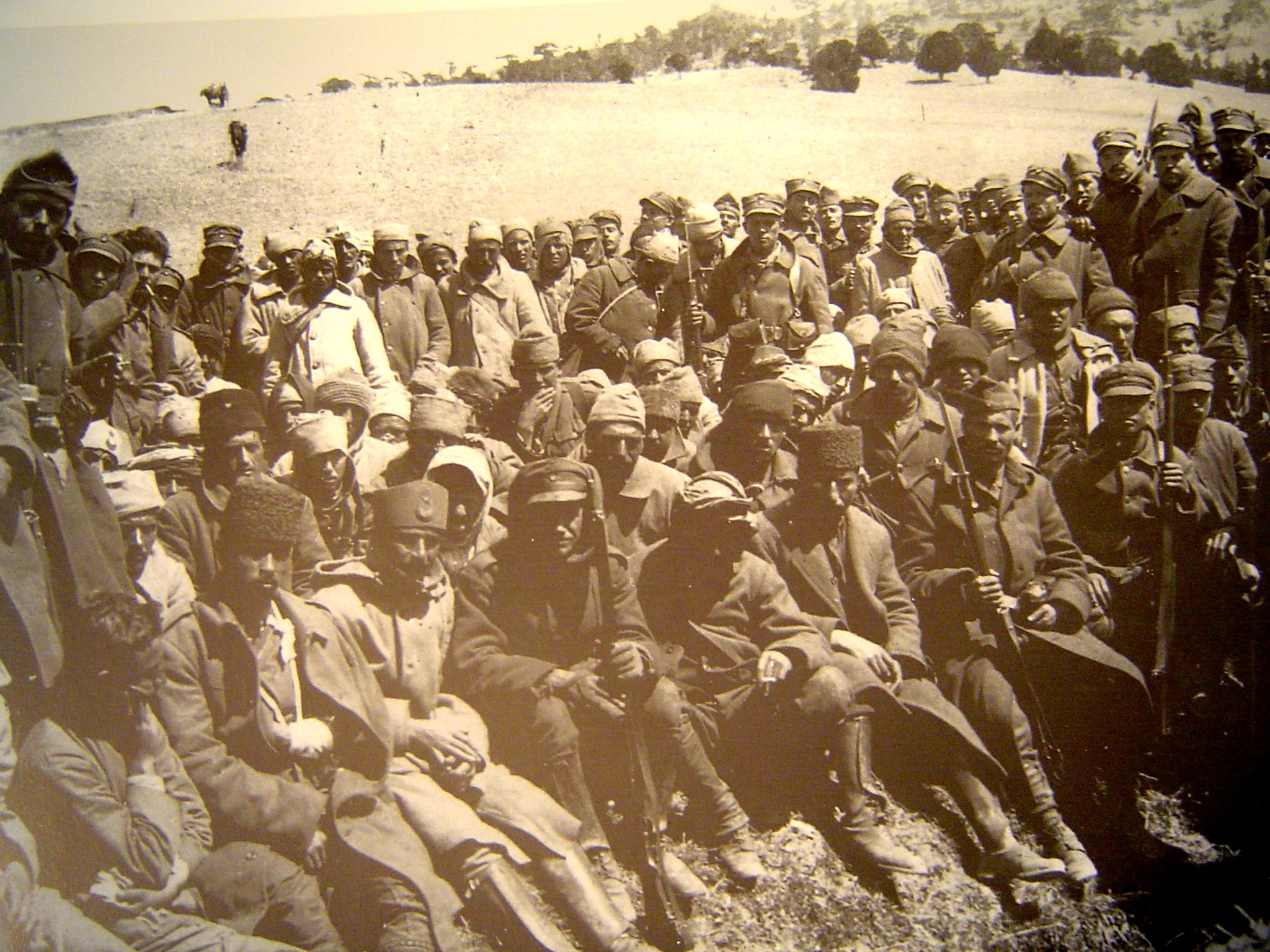
Турецкие военнопленные во время сражения при Сакарье

В своей последней атаке 2/39 греческий полк не только вынудил турок к отступлению, но взял также в плен 124 турецких солдат. В 11:30 в бой вступила X греческая дивизия, но вскоре была остановлена огнём турецкой артиллерии. В 17:30 IX греческая дивизия в ступила в один из самых кровавых боёв сражения. Многие роты оставались без офицеров, раненных не выносили с поля боя, поскольку санитары не могли подойти к ним. Лишь с наступлением темноты удалось вынести с поля боя выживших:114. Греческая военная историография отмечает, что и в этот раз «турки не прошли» и победа осталась за греческим оружием. Но «тысячи молодых греческих парней пали со славой в этих безлесых горах и ущельях», где «оставили свои кости безмолвными свидетелями неосуществлённой мечты, которая взрастила Новую Грецию»:114.

## Отход греческих дивизий
В 20:45 штаб греческой экспедиционной армии дал приказ об отходе всем трём своим корпусам. Штаб указал 7 плавучих мостов для переправы на западный берег Сакарьи. I греческий корпус ушёл с Чал Дага в 01:00 30 августа настолько бесшумно, что турки только на рассвете осознали, что напротив их позиций нет греков. Также в полном порядке и без никакого давления со стороны турок, в ночь с 30 на 31 августа на западный берег Сакарьи перебралась вся греческая экспедиционная армия:114.
Отходя, греческая армия разрушила 134 км железной дороги, что было предусмотрено при планировании Рейда на Анкару, в отношении разрушения инфраструктуры кемалистов. Однако по иронии, в день когда греческая армия перешла на западный берег Сакарьи её инженерный корпус завершил восстановление железнодорожного моста Бейлик Кёпру, что при других обстоятельствах позволило бы развить наступление на Анкару, но на следующий день был вынужден приступить к его разрушению.

## Кто победил?

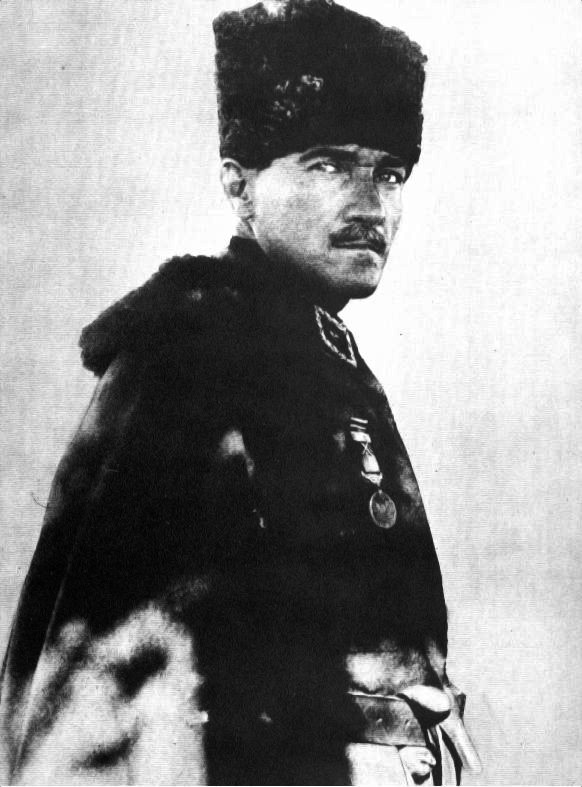
Мустафа Кемаль — турецкий главнокомандующий в сражении при Сакарье, фотография октября 1921 года.

Через несколько дней после окончания сражения, и обращаясь к Великому национальному собранию, Кемаль заявлял:
«Большое сражение Сакарьи, которое продолжалось с 10 (23) августа до 31 августа (13 сентября) без перерыва 22 дней и ночей является одним из немногих примеров сражений такой продолжительности не только в истории новой Турции, но и в страницах всемирной истории»:115.
Естественным образом турки сочли отход греческой армии от Анкары своей победой и Великое национальное собрание пожаловало Кемалю титул «гази» а затем, 21 сентября, звание маршала.
С другой стороны, тот факт что Сражение при Сакарье состояло из непрерывного ряда боёв, в которых победу одержала греческая армия, что отход греческой армии был произведен в порядке, а турецкая армия была также истощена и не могла преследовать противника, оставлял поле для манипуляций со стороны греческого правительства.
Несмотря на незавершённый «Рейд на Анкару», греческое монархистское правительство также позиционировало себя победителем, делая упор на то, что в ходе наступлений 1921 года и Похода на Анкару оно удвоило подконтрольную ему территорию, по сравнению с территорией присуждённой Греции Севрским миром.
Эрнест Хемингуэй, который освещал войну в качестве журналиста и однозначно симпатизировал грекам, делая упор на кадровую политику монархистов писал: 
«Греки были воинами первого класса и, наверняка, на несколько ступеней выше армии Кемаля… эвзоны заняли бы Анкару и завершили войну, если бы не были преданы. Когда Константин пришёл к власти, все греческие офицеры на командных постах были сразу понижены в должности. Многие из них получили свои погоны за мужество на поле боя. Они были отличными воинами и вождями. Это не помешало партии Константина изгнать их и заменить их офицерами, которые не слышали и единого выстрела»
.
Современный английский историк Дуглас Дакин, который в своей работе «Объединение Греции (1770—1923)» именует Малоазийский поход греческой армии «Четвёртой Освободительной войной Греции»:333 также пишет, что греческая армия была близка к победе:357.
Греческий историк Димитрис Фотиадис пишет: «тактически мы победили, стратегически мы проиграли»:115. Подводя итог сражению, Фотиадис пишет, что переход через Солёную пустыню, победоносные бои при Тамбуроглу, Сапандже, Чал Даг, Ардиз Даг, Кале Грото, Дуа Тепе и другие высоты отдалённые на 700 км от побережья Эгейского моря являются героическими страницами в истории греческой армии.
В сражении за Сакарью греческая армия потеряла убитыми 217 и раненными 736 офицеров, убитыми 3565 и раненными 18626 рядовых, пропавшими без вести 376 человек. Однако «все эти жертвы оказались напрасными». В завершение Фотиадис пишет, что победителем в войне является не тот кто одержал большее число побед, а тот кто одержал последнюю победу. А она, правда через год, досталась Кемалю.

## После Сакарьи
Недооценивая успех кемалистов при Сакарье, союзники по Антанте попытались навязать туркам в качестве мирного урегулирования несколько изменённый вариант Севрского мира, но их предложение было отклонено. С другой стороны, сразу после сражения, а именно 13 октября 1921 года, кемалисты подписали с советскими республиками Карсский договор, который содействовал укреплению их международного положения и углублял их военное сотрудничество с советской Россией. Не менее значительным стал Анкарский договор, подписанный всего через неделю, 20 октября 1921 года, с Францией. Подпись Франции означала признание ей де-факто нового правительства Турции и её официальный выход из войны.
Позиции правительства Анкары укреплялись как в политическом, так и в финансовом и военном отношении. Командование экспедиционной греческой армии отдавало себе отчёт в реальном положении дел и письмом командующего А. Папуласа от 8 (21) сентября информировало правительство, что после девяти лет непрерывных войн требуется завершение похода, то есть только политический выход из тупика:158. Позиционируя себя победителями, монархисты не могли отступить. Правительство монархистов с «бурей негодования» отказалось от посреднического предложения советского посланника в обмен на признание Грецией советской России:A-199.
Армия продолжала удерживать фронт «колоссальной протяжённости, по отношению к располагаемым силам», что по заявлению Александроса Мазаракиса, кроме политических ошибок, стало основной причиной последовавшей катастрофы:159. Нерешительность правительства в принятии политических или военных решений привела к отставке Папуласа. На его место был назначен «неуравновешенный»:169 Г. Хадзианестис, который выдвинул «бредовую идею» занять Константинополь силами двух дивизий, в качестве шантажа союзников и Кемаля:171. Переброска во Фракию 20 тыс. солдат оголяла и без того не густую линию фронта:352.
Когда через год после сражения при Сакарье, армия кемалистов решилась предпринять наступление, ей без особого труда удалось вклиниться между удалёнными одна от другой греческими дивизиями, результатом чего стало беспорядочное отступление греческой армии к побережью. Отступление и эвакуация греческой армии позволили кемалистам совершить резню в Смирне и завершить Геноцид греков Малой Азии.
Потери греческой армии в ходе Малоазийского похода (25 — 50 тыс. убитых по разным источникам) несоизмеримы с потерями гражданского населения (600 тысяч убитых, 1 500 000 изгнанных из своих древних отцовских очагов, в силу чего это событие именуется в Греции Малоазийская катастрофа:46).
В силу этого, термин «Освободительная война Турции» оспаривается не только частью греческих историков, но и некоторыми современными турецкими историками. Attila Tuygan в работе «Геноцид за мать-родину», включённой в коллективную книгу «Геноцид на Востоке. От Османской империи к нации-государству» (Η γενοκτονία στην Ανατολή Από την Οθωμανική Αυτοκρατορία στο έθνος-κράτος) пишет: "…Утверждение о том, что турецкая национально-освободительная война была дана против империализма не основано ни на чём. Напротив, как отмечает профессор Т. Акчам, освободительная война «была дана не против агрессоров, но против меньшинств».

## Памятники

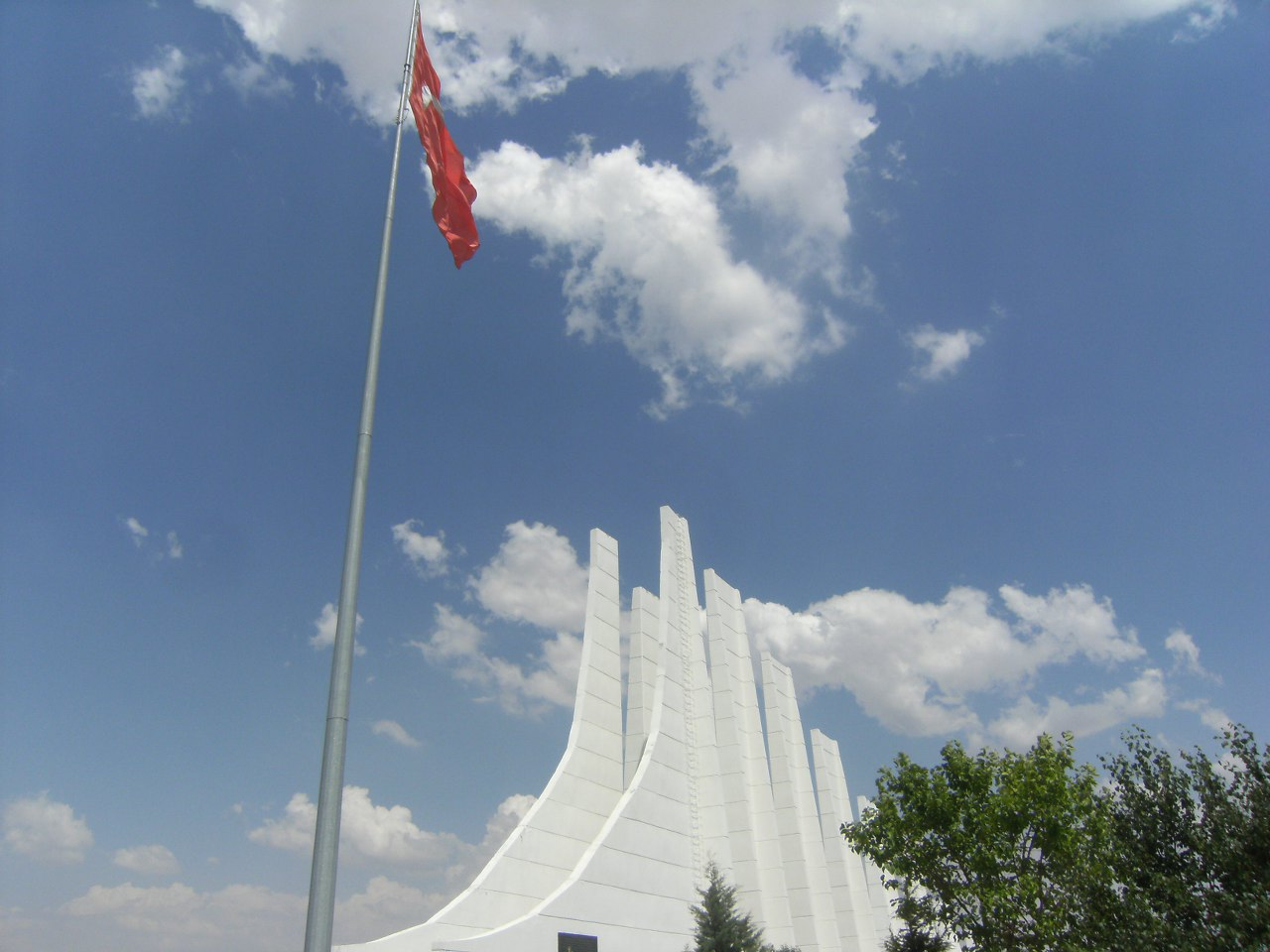
Турецкий памятник победы при Сакарье.

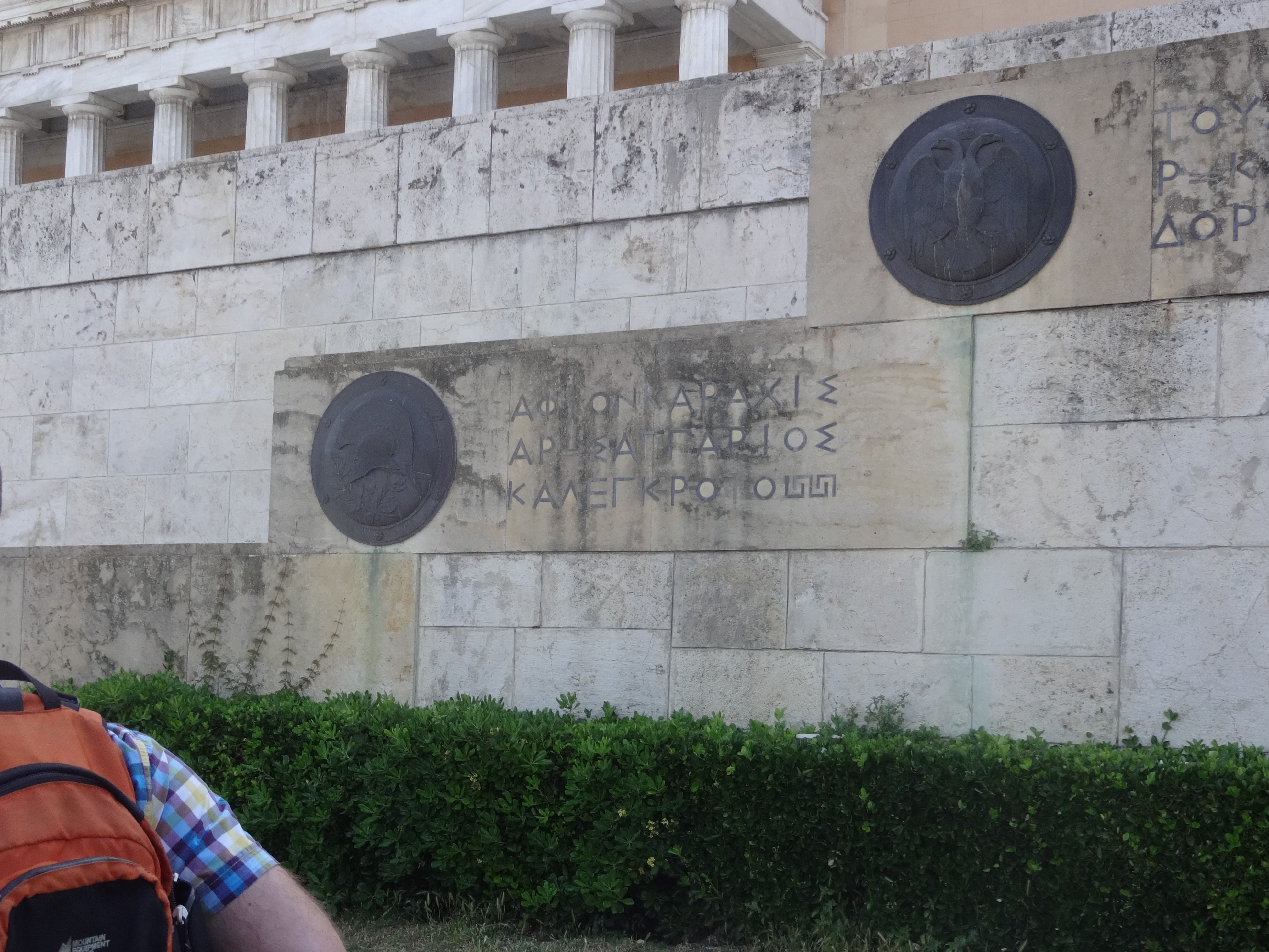
Одна из памятных плит на Памятнике неизвестному солдату в Афинах. В честь сражение при Сакарье на плите выбиты слова Сакарья — Кале Грото.

Для турок сражение при Сакарье — поворотный момент в становлении новой Турции, который отмечен, кроме прочего, памятниками по всей стране. Греки отмечают сражение как поворотный момент, прервавший наступательный порыв греческой армии и ставший прологом Малоазийской катастрофы, оборвавшей трёхтысячелетнюю греческую историю Малой Азии. В силу этого греческие памятники не носят характер победных и являются лишь памятниками воинской доблести, проявленной греческой армией в Сражении при Сакарье, и «погибшим героям, которым Слава не сплела венок»:115.